# Kiotó
Kiotó (japánul 京都市 kjótosi, magyar fordításban „főváros”) japán nagyváros Honsú szigetén.
Lakossága eléri a másfél millió főt. A Meidzsi-restaurációig Japán de jure fővárosa volt, ma Kiotó prefektúra székhelye, amely Oszaka és Kóbe városokkal az Oszaka–Kóbe–Kiotó urbanizált régiót alkotja. 1997 decemberében itt határozták el a szén-dioxid és egyéb üvegházhatású gázok kibocsátásával foglalkozó egyezmény létrehozását, ami később Kiotói jegyzőkönyv néven vált ismertté.
1994-ben az UNESCO Kiotó, Udzsi és Ócu városát a Világörökség részévé nyilvánította.

## Név eredete

Kiotó város jelképe

Kiótó neve a Kjó (京) és a Mijako (都) kandzsikból tevődik össze, de Kjó no Mijakónak (京の都) is olvasták. A város a 11. században kapta meg ezt a nevet, amikor Heiankjót átnevezték Kiotóvá ("főváros"). Az Edó-korban a sógunátus székhelye Edóba, a mai Tokió (東京,' Keleti főváros') városába került át, így Kiotó elvesztette központi jelentőségét, bár továbbra is Japán fővárosa maradt egészen 1869-ig. Kiotót egy rövid ideig Szaikjónak (西京, 'Nyugati főváros') nevezték.
A város nevéhez fűződő elavult írásmódok közé tartozik Miaco, Meaco, Kioto is.

## Földrajz
Kiotó a Tamba-magasföld keleti részében, egy a Jamasiro-medence részét képező völgyben fekszik. A tengerszint feletti 1000 méter magasságot meghaladó Higasijama, Kitajama és a Nisijama hegy határolja. A medence elhelyezkedésének köszönhetően a nyarak párásak és melegek, míg a telek hidegek. A medencét három folyó, az Udzsigava délen, a Kacuragava nyugaton és a Kamogava keleten szeli át. A város a prefektúrának a 17,9%-át foglalja el, és mintegy 827,9 km²
Az ókorban épített várost a kínai Csangan (a mai Hszian), a Tang-dinasztia fővárosa alapján mintázták meg, ötvözve a japán stílusjegyekkel. Az új főváros kiépítésénél követték a kínai hagyományokat, kozmológiát is. A terület kijelölésénél a négy égtájőrt jelképező területet kerestek, amely a hegyek és a folyók közbefogásával a Jamasiro-medence felelt meg. A város alaprajza észak-dél illetve kelet-nyugat irányú, így jött létre a szabályos négyzethálós elrendeződése a városnak. A Császári palota bejárata dél irányába néz, amelyet a városba vezető kapuval egy széles út köt össze. A palotától mind keletre és nyugatra a szimmetriára törekedtek, a korai Heian-korban ez viszonylag meg is történt.
Napjainkban a város a déli területek felé tolódik ki, az északibb területek sokkal nyugodtabbak, zöldebbek. A fő üzleti negyed a Császári palota déli részén található. A központi területek kivételével, az új utcák nem követik a négyzethálós elrendeződést.
Kiotó gazdag az édesvízi vízforrásokban, azonban a nagymértékű urbanizáció miatt, a visszahulló csapadék egyre szennyezettebb, valamint az aszfalt miatt a csapadék nem tud visszakerülni a földbe, emiatt sok természetes kút lassan kiszárad.

## Éghajlat
Kiotó nedves szubtrópusi éghajlattal rendelkezik, a nyár forró és nedves, a tél viszonylag hideg, gyakran előfordul a hóesés is. Az esős évszak ( 梅雨, cuju) június közepén kezdődik és július végéig tart. Japán középső területein, ahol Kiotó is fekszik, szeptemberben és októberben gyakoriak a tájfunok (台風).

## Történelem

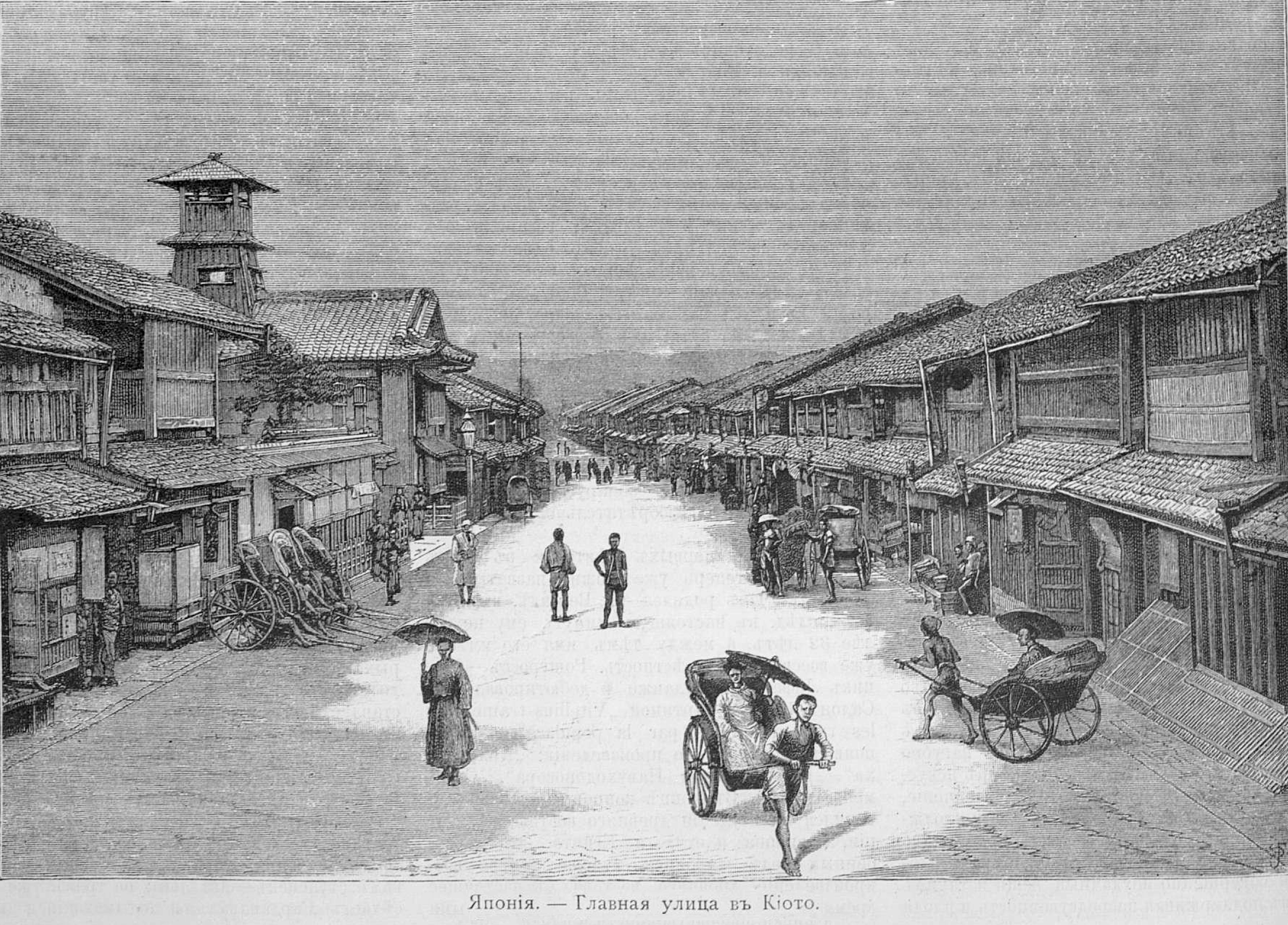
Kiotói utca, 1891

A régészeti feltárások alapján a mai Kiotó területe már időszámításunk előtt is lakott volt, bár a 6. század előtti időszakból csak kevés emlék maradt fenn. A 6. század környékén építették a Simogamo szentélyt Kiotó területén, amely Japán egyik legrégibb sintó szentélyei közé tartozik.
A 8. században a buddhista papok Nagao-kjóban növekvő befolyása elől Kammu császár Jamasiró tartományban jelölte ki az új főváros helyét. Az új város, Heiankjó, 794-ben lett a japán császári udvar székhelye, ezzel kezdetét vette a japán történelem Heian-kora. A települést a kínai Csangan (a mai Hszian), a Tang-dinasztia fővárosa alapján mintázták. 1185-ig az ország politikai központja volt, amikor a Minamoto család megalapította a Kamakura-sógunátust. A 11. században a város a Kiotó nevet kapta. A 15. században a város súlyosan megrongálódott az Ónin-háború (1467–1477) alatt, számos épület és utca égett le, a nemesek palotáikat pedig várakká kezdték átépíteni. Teljesen csak a 16. század végére sikerült újjáépíteni Kiotót, ez elsősorban Tojotomi Hidejosinak köszönhető. Megkétszerezte az új utcákat úgy, hogy azok szabályos tömbegységeket alkossanak észak-dél irányban a belvárosban.
Emellett egy, a várost körülvevő földfalat is építtetett, amelyet odoinak( 御土居) neveztek. Kiotó központjában található a Teramacsi utca, ide telepítette Tojotomi a város buddhista szentélyeit. Az Edó-korszakban, a város központi szerepe fokozatosan csökkent, ugyanis a sóguni székhely Edóban volt, de Kiotó továbbra is császári főváros maradt. A korszak alatt a város gazdasága továbbra is virágzott, Edó és Oszaka mellett Kiotó Japán három nagyvárosa közé tartozott. 1864-ben a Kinmon incidens során, amely a Tokugava sógunátus megdöntésére irányult sikertelen kísérlet során, feltehetőleg 28 000 ház éghetett le. 1869-ben a császári restauráció során megszűnt a sógunátus, a japán császár átvehette a hatalmat. Meidzsi császár a fővárost Edóba költöztette, amit átnevezett Tokióra, Kiotót pedig rövid ideig Szaikjónak hívták.

### Modern Kiotó
A modern Kiotó látképéhez hozzájárult a Kanmon incidens során a város leégése is. A fejlesztések 1889. április 1-jén indultak meg. Ekkor kezdték építeni a Biva-tói csatornát, amely részben a város újraélesztését tűzte ki. A második világháború (1939–1945) alatt az Egyesült Államok atomtámadásának egyik tervezett célpontja volt. Eredetileg Kiotóra akarta az atombombát ledobni, ez Henry L. Stimson hadműveleti titkár közbeavatkozásával végül nem következett be. Stimson meg akarta védeni Kiotó kulturális örökségeit, amelyet nászútja és diplomáciai látogatásai alkalmával ismert meg, ennek köszönhetően kulturális örökségei a háború alatt nem szenvedtek nagy károkat. Eredményképpen Kiotó azon néhány japán város egyike, amelyben fennmaradtak a régi épületek, köztük a hagyományos kiotói házak a macsiják is. Manapság azonban egyre több új épületet húznak fel, így a városkép egyre modernebb kinézetet ölt.
Kiotó a 20. század közepe óta kijelölt (tehát önmagában is „prefekturális jogú”) város.

## Kultúra

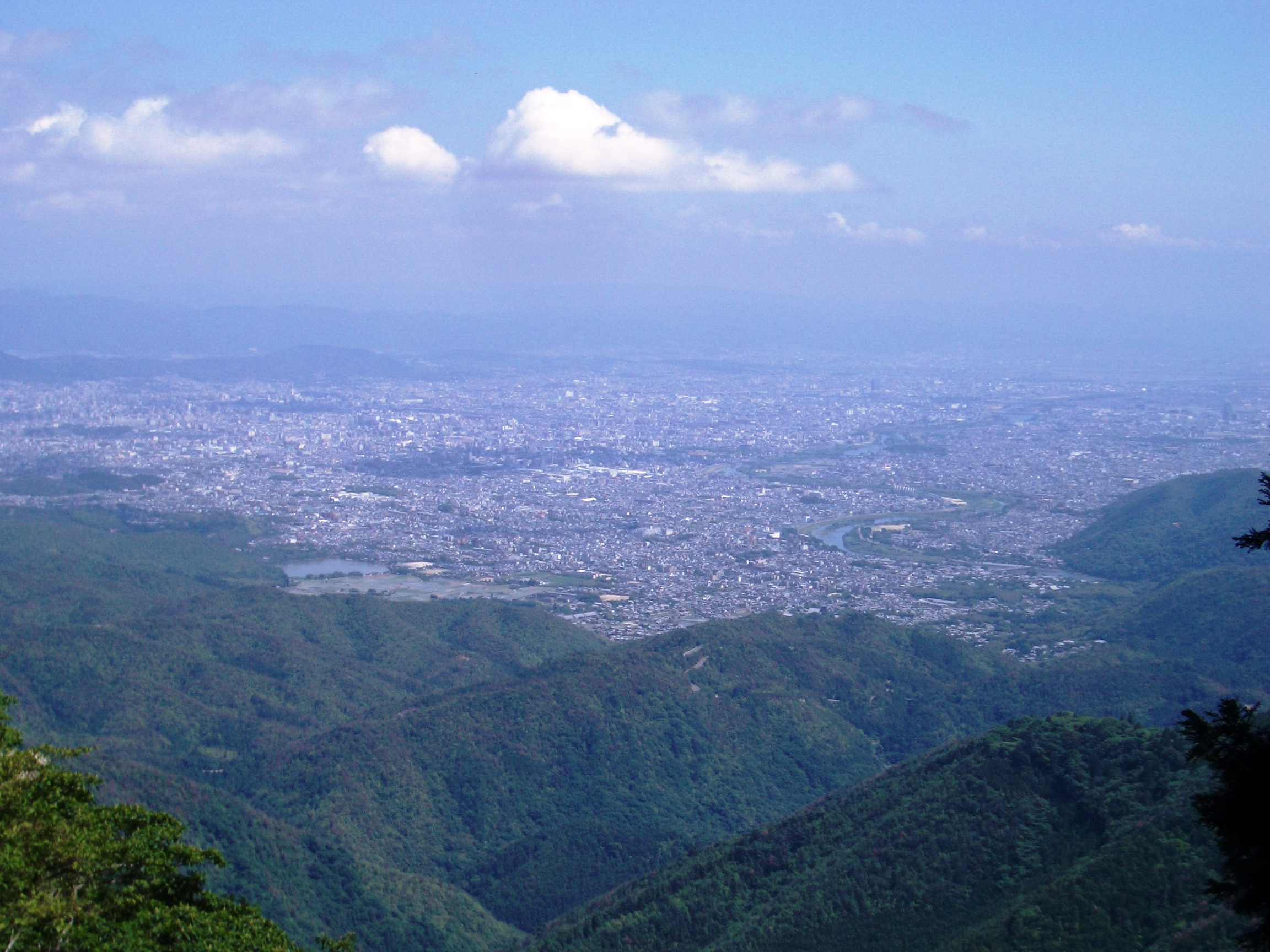
Kiotó látképe

### Templomok
Több mint kétezer templom található a városban, legnagyobb számban a buddhista templomok, mintegy ezerhatszáz templom, valamint négyszázra teszik a kisebb- nagyobb sintó szentélyeket, emellett rengeteg palota, zen-kertek és sok új építésű modern épület is megtalálhatók a macshiják mellett. A leghíresebb japán templomok itt találhatóak, közülük a legnevezetesebb a Kijomizu-dera, egy csodálatos fából készült templom, melyet pillérek támasztanak alá a hegy alján. Itt található a Kinkakudzsi (金閣寺, Hepburn-átírással: Kinkakuji, közkedvelt nyugati neve: Aranytemplom, hivatalos neve: Rokuondzsi), a Ginkakudzsi (銀閣寺, Hepburn-átírással: Ginkakuji, közkedvelt nyugati neve: Ezüsttemplom, hivatalos neve: Dzsisódzsi), valamint a Rjóandzsi is, amely sziklakertjéről lett híres. 1895-ben építették a város keleti részén a Heian-szentélyt (平安神宮, Hepburn-átírással: Heian jingū), amely egy sintó templom. A szentélyt a város fönnállásának ezerszázadik évfordulójára készítették el, valamint az első (Kammu) és utolsónak ott uralkodó (Kómei) császárnak szentelték. A császári családhoz három fontos helyszín is kapcsolódik, amelyek a Kiotó Gjoenben találhatóak. A Kiotó Gjoen egy nemzeti park, ide építették újra a Kiotói császári palotát, a Sentó császári palotát, illetve a császároknak évszázadok óta lakóhelyül szolgáló villákat,mint a Kacuna császári villát, amit az ország legszebb épületei közé sorolnak, a Sugaku-in császári villát, amely pedig gyönyörű kertjéről híres, és a Sennyúdzsi, itt található Sidzsó és Kómei császár sírja is.
1994-ben az UNESCO világörökségi listájára 'Az ősi Kiotó történelmi műemlékei' (Kiotó, Udzsi és Ócu városok) néven tizenhét templom került föl a listára.

### Étkezési kultúra

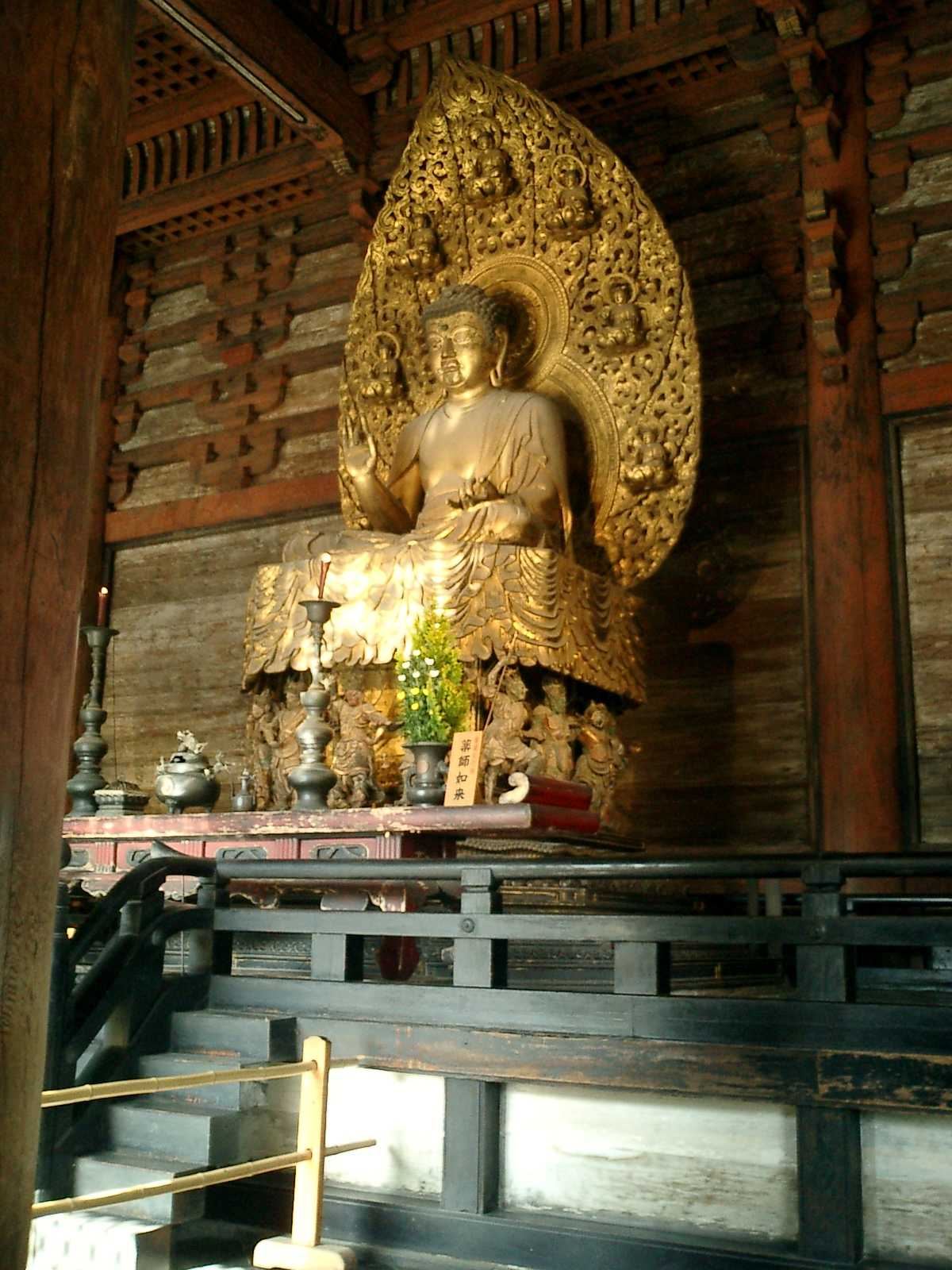
Tó-dzsi templomban található Buddha-szobor

Kiotó híres a bőséges és finom ételeiről. Messze található a tengertől, és a buddhista szerzetesek vegetarianizmusa hatott az étkezési kultúrára is, ezért egyszerű, főleg zöldségeket tartalmazó ételeket készítenek. Egyes éttermek, a hagyományos japán ízvilágot részesítik előnyben, míg napjainkban igen kedveltté váltak, az olyan éttermek, amelyek ötvözik a kiotói konyhát a világ más részeiből származó főzési stílusokkal, ezek főleg a Gion (祇園), és a Kiotói állomás környékén találhatóak meg. Kiotóban is megtalálhatók a nem helyi specialitások, mint a ramen, szusi és az udon is. A főváros központjában található a Nisiki piac (錦市場, Nisiki icsiba), szűk utcákból és öt blokkból tevődik össze, itt több száz kis üzlet és étterem található.

### Gésák
Kiotó nevezetes gésa kultúrájáról. A Gion negyed (祇園, Hepburn-átírással: Gion) a legnépszerűbb gésa úticél. A Gion negyedet a Jaszaka-szentély keleten, Kamo-folyó nyugaton határolja. Az utcákon rengeteg üzlet, étterem, csamisze(茶店,Hepburn-átírással: chamise, magyarul: teaház) található, ahol a gésák (másik elnevezésük a geiko) és a maikók (a gésa tanoncok) szórakoztatják a vendégeket.

## Gazdaság

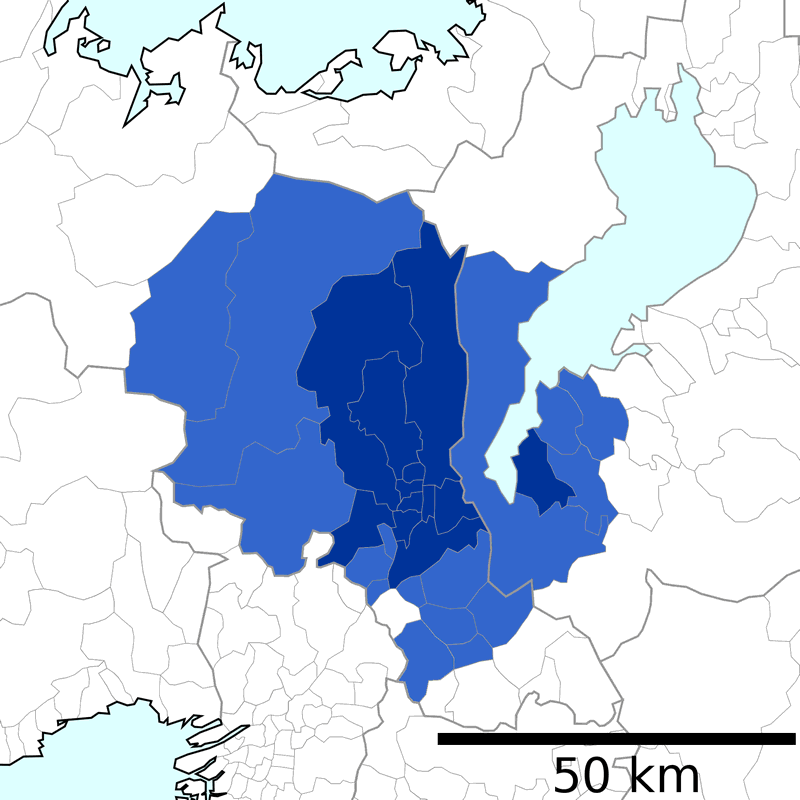
Kiotó foglalkoztatottsági térképe

A kiotói gazdaság alappillére a turizmus. A város kulturális örökségét évente több százezren látogatják meg Japánból és külföldről egyaránt. 2007-ben az önkormányzat adatai szerint az utóbbi hat évhez képest rekord mennyiségű látogató érkezett Kiotóba. Ugyanebben az évben Kiotót Japán második legszebb városává választották.
Az ipar főleg a kisméretű vállalatokra támaszkodik, amelyek nagy része hagyományos japán kézművesipari termékeket készít. Kiotó kimonószövői világhírűek, és a város ma is Japán kimonókészítői központja. Hagyományos kiotói iparok közé tartozik a szakéfőzés is. Itt találhatóak a Gekkeikan és Takara Holdings szakéfőző üzemek is. Az ipar termékeinek eladása a korábbi sikeres évekhez képest lecsökkent a kézművesipari termékek iránti kereslet visszaesésével.
Az egyetlen fontos ipari ágazat az elektronika: Kiotóban székel a Nintendo, a Kyocera,Intelligent Systems, Dainippon Screen, Tose, Omron, Kyocera, Shimadzu Corp, Rohm, Horiba, Nidec Corporation, Nichicon, Nissin Electric, GS Yuasa. Egyéb kiotói központú vállalatok Aiful, Ishida, MK, Nissen Holdings, Oh-sho, Sagawa Express, Volks, Wacoal és az OMRON is. A high-tech iparban tapasztalt növekedés azonban nem tudta pótolni a hagyományos termékek eladásából kieső bevételeket, ezért a város gazdaságból származó haszna a többi japán városhoz képest lecsökkent.
Jelentős gazdasági különbségek figyelhetők meg a part menti és a szárazföldi területek közt.

## Politika
- VárosházaA városnak 69 jogalkotó tagja van.

Kiotó Városi Közgyűlése- 2013
| Politikai pártok                                         | hely |
| -------------------------------------------------------- | ---- |
| Liberális Demokrata Párt (Dzsijú-Minsutó vagy Dzsimintó) | 22   |
| Japán Kommunista Párt (Nihon Kjósasan-tó)                | 14   |
| Japán Demokrata Pártja (Minsútó)                         | 13   |
| Új Komeitó Párt (Komeitó)                                | 12   |
| Kiotó Párt                                               | 4    |
| Független                                                | 2    |
| Szabad                                                   | 2    |

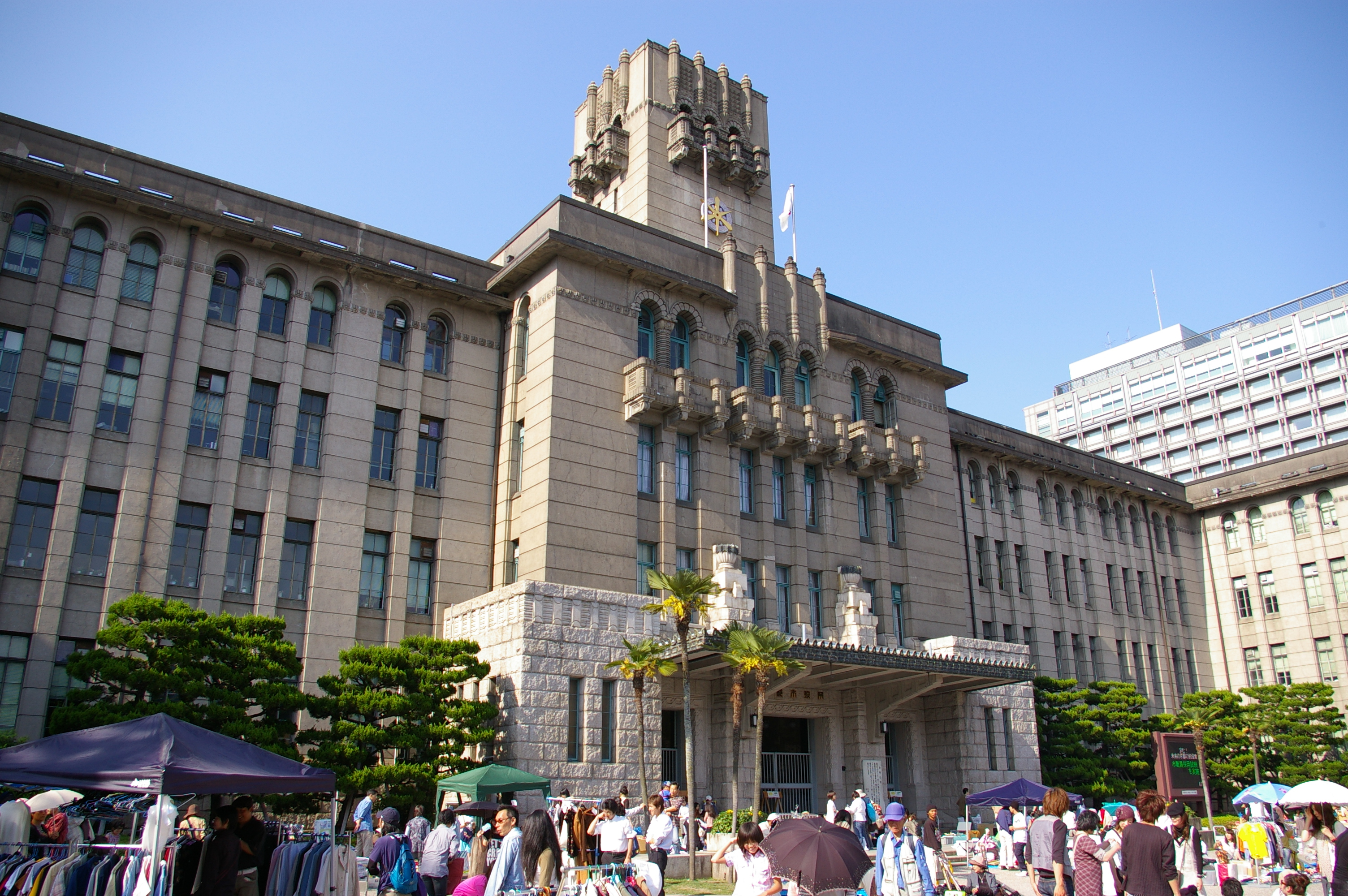
Városháza

- A tagokat Kiotó Prefektúra(京都県, Kjóto-ken) 11 kerületéből választják: Fusimi-ku (伏見区), Higasiyama-ku (東山区), Kamigjó-ku (上京区), Kita-ku (北区), Minami-ku (南区), Nakagjó-ku (中京区), Nisikjó-ku (西京区), Szakjó-ku (左京区), Simagjó-ku (下京区), Ukjó-ku (右京区), Yamasina-ku (山科区)
- Kiotó városában csakúgy, mint a többi Japán városban egy polgármester és egy városi tanács van

## Demográfia

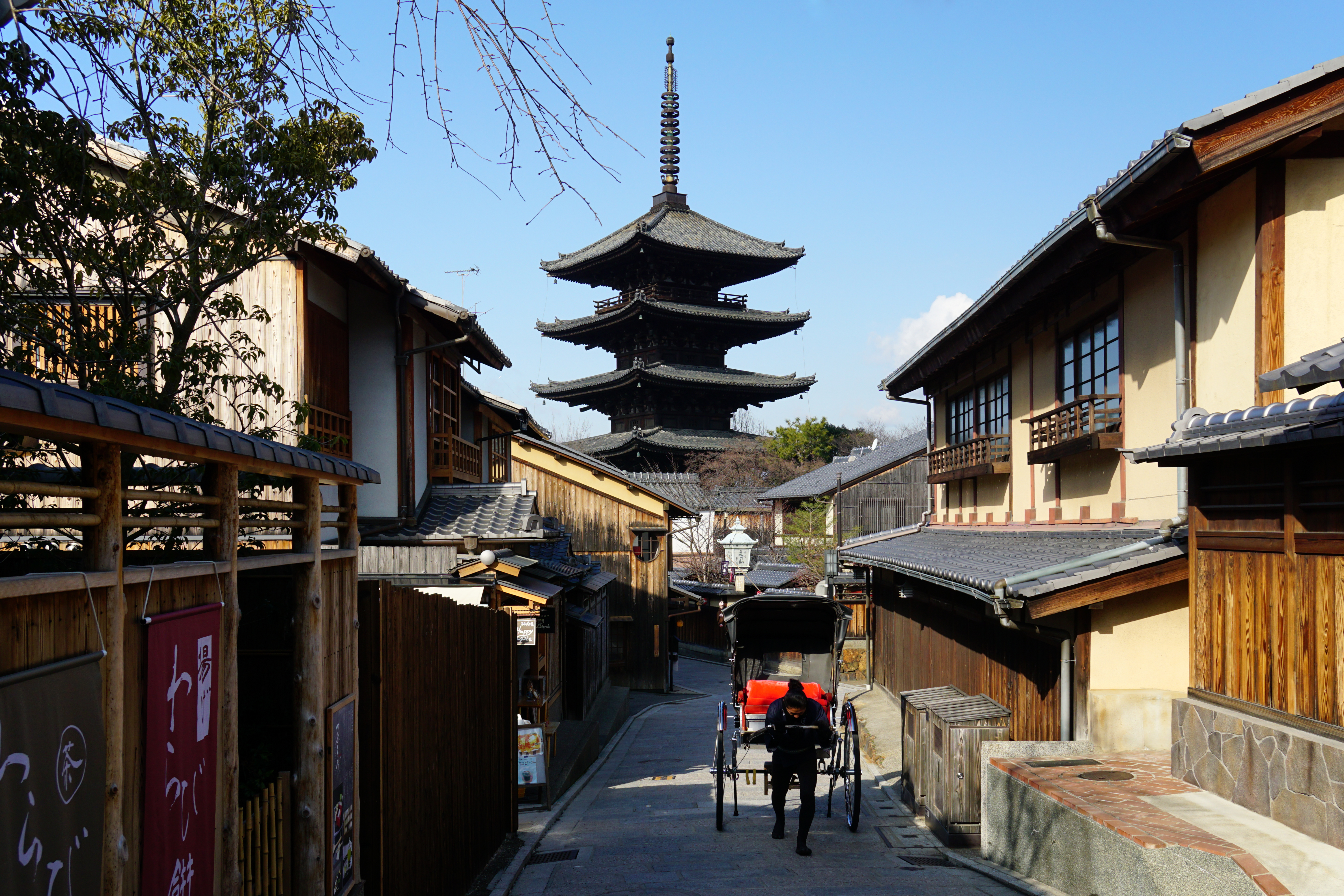
Kiotó, Higasijama-ku

Kiotó a 16. század környékén Japán három legnagyobb városa közé tartozott, Edó és Oszaka mellett. A háború előtti időkben az országos ranglistán Nagojával és Kobéval vetekedve a negyedik és az ötödik helyen volt. 1947-ben a harmadik legnépesebb város lett. A hatvanas években az ötödik, a kilencvenes években a hetedik és 2015-ben a kilencedik helyen végzett az országos listán. Lakosainak a száma az 1930-as évektől gyorsan növekedett, a második világháború idején már az egy millió főt is meghaladta. A népesség a kilencvenes évektől stagnál, ma körülbelül másfél millióan élnek Kiotóban.
| Lakosok száma | 100 000 | 120 000 | 430 000 | 237 674 | 765 142 | 1 101 854 | 1 419 165 | 1 479 218 | 1 474 811 | 1 448 964 |
|               | 800     | 1150    | 1650    | 1871    | 1930    | 1950      | 1970      | 1985      | 2005      | 2022      |

## Közlekedés

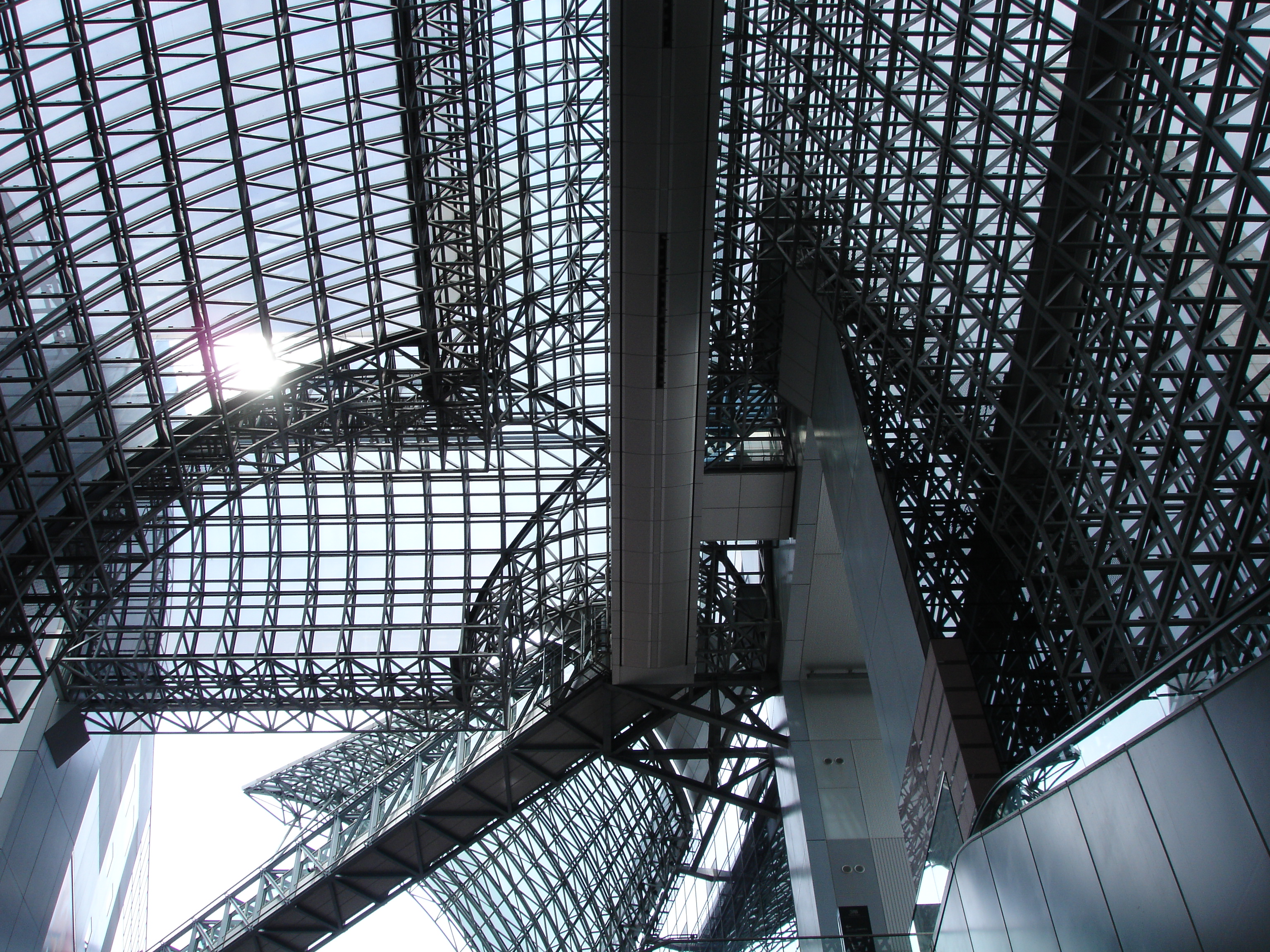
A kiotói vasútállomás belső tetőszerkezete

### Vasúti közlekedés
Kiotóban is, mint a többi Japán városokban, a vasúthálózatot különböző cégek és szervezetek üzemeltetik. A Kiotói vasútállomás a város közlekedésének fő csomópontja, az ország egyik legforgalmasabb vasútállomása, összekapcsolja a Tókaidó Sinkanszent, öt JR West (JR西日本 Jeiáru Nisi-Nihon) vonalat, egy Kintecu vonalat, és további helyi vasútvonalakat. A vasútállomáshoz egy metróvonal is kapcsolódik, amelyet 1981-ben építettek.

#### Sinkanszen-járatok

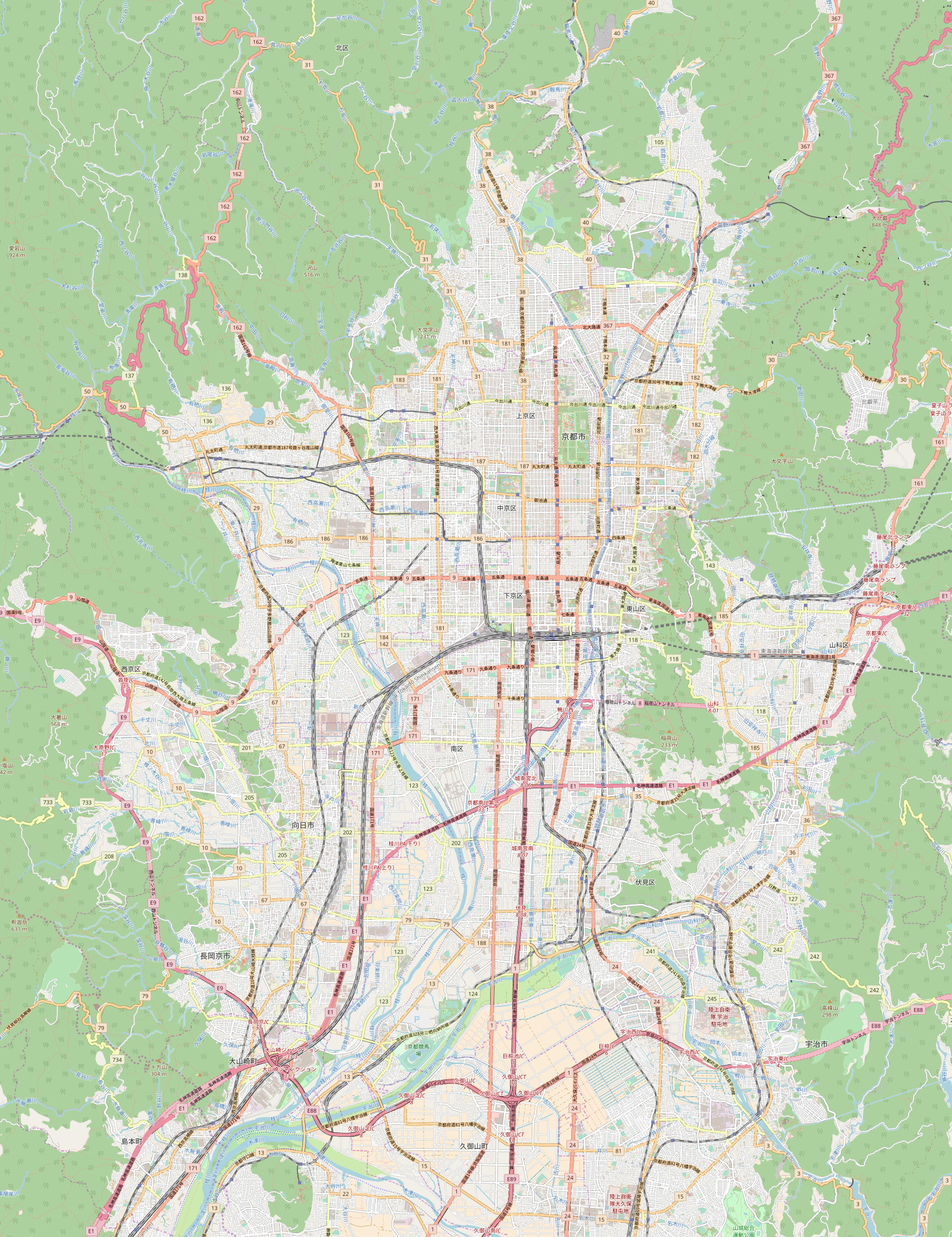
Kiotó domborzati,- és főúthálózati térképe

A JR Central (JR東海) által működtetett Tókaidó Sinkanszen nagysebességű vasúti szolgáltatást biztosít Kiotó, Nagoja, Jokohama és Tokió között, Kiotótól nyugatra kezdődik a Szanjó Sinkanszen, mely Kóbe, Okajama, Hirosima, Kitakjusu és Fukuoka felé teremt kapcsolatot. Kiotóból Tokióba (513 km) az utazás átlagosan két és fél óráig tart.

### Metró
A város metróhálózata két metróvonalból tevődik össze, a Karaszuma metróvonalból (烏丸線, Karaszuma-szen) és a Tózai metróvonalból (東西線 ,Tózai-szen)

### Hajó
Kiotóban számos folyó és csatornahálózat van, mint a Szeta-, Uji-, Kamogava- és a Kacura folyók, amik behálózzák a várost. A Biva-csatorna kiépítése jelentős infrastrukturális fejlesztést eredményezett. Napjainkban a vízi utakat nem használják személy- vagy áruszállításra, azonban korlátozott számban városnéző hajótúrákat szerveznek, mint a Hozuvava Kudari hajó a Hozuvava folyón, vagy a Dzsukkoku-bune, amely Fusimi és Oszaka közti csatornahálózaton halad végig, egy fedett facsónakkal.

### Buszok
Kiotó városi buszhálózata igen kiterjedt, és jól szervezett. Rengeteg turista a helyi járatokat vagy túrabuszokat használva jut el egyik látványosságtól a másikig. A kiotói buszokon angol nyelvű feliratok találhatóak és a megállók jelzésénél a helyek latin ábécés jelölését is feltüntetik. A legtöbb helyi járat állandó áron vehető igénybe, de egy napos kombinált vonat- és buszjegyek is kaphatóak. A központi állomáson kívül több információs pult is található a buszjáratokkal kapcsolatban, valamint jegyeket is lehet vásárolni. A városi közlekedési vállalat a Bus Navi kiadásával segíti a városnézőket, amely feltünteti a buszjáratokat, viteldíjakat, és útvonalterveket.
A Kiotói Állomáson megállnak a helyi, a régiói és az országos buszok is.

### Repülőgép
Bár a város nem rendelkezik saját repülőtérrel, a várost a látogatók az Oszaka Kansai Nemzetközi Repülőtérről tudják megközelíteni.

### Úthálózat
A város Japán más részeivel a Meisin Gyorsforgalmi úttal van összekötve, melynek két csomópontja Kiotó prefektúrában található, ezek a Kiotó Higasi Yamasina-kuban és Kiotó Minami Fusimi-kuban.A Hansin Gyorsforgalmi út Kiotó területén mindössze 8,2 km volt 2010-ben. A Kiotó-Dzsukan Gyorsforgalmi út Kiotó prefektúra északi területeit kötik össze Kiotóval. Kilenc országos autópálya található meg Kiotóban: 1, 8, 9, 24, 162, 171, 367, 477, 478-as autópályák. Bár Kiotóban kevesebb autópálya van, mint a többi japán nagyvárosban, de kettő- és háromsávos utakkal rendelkezik.

### Kerékpáros közlekedés
A kerékpáros közlekedés nagyon kedvelt Kiotóban. A város földrajzi elhelyezkedése, és az utcák szabályos elrendeződése (főleg a belvárosi részen), könnyebbé teszi a kerékpáros közlekedést, illetve a jól kiépített kerékpárutakkal rendelkezik a város. A kerékpárlopás nem gyakori, de a kerékpártárolók megtalálása nehézkes, a tiltott területen elhelyezett kerékpárokat a rendőrség lefoglalja.

## Egyetem

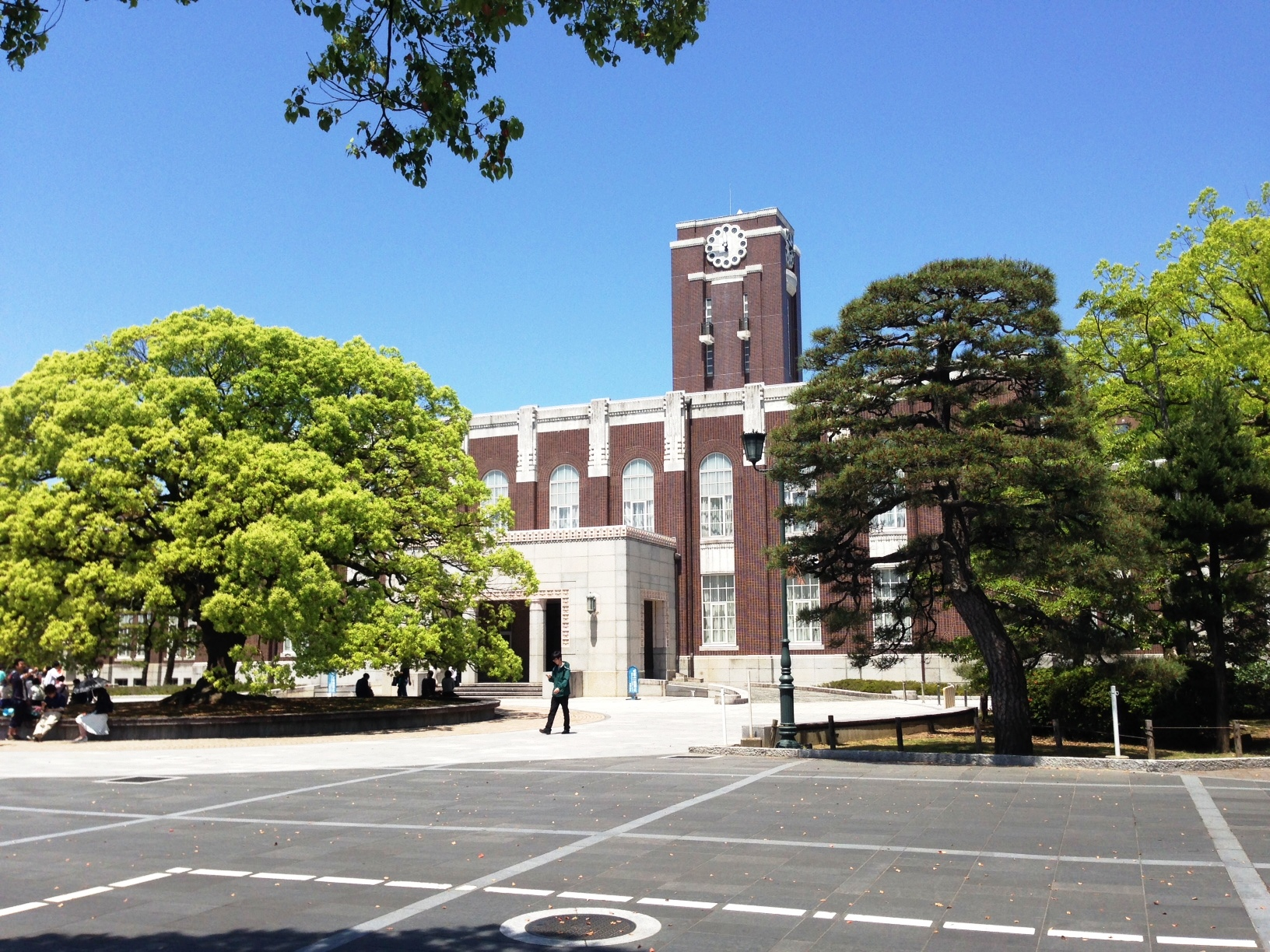
A Kiotói Egyetem

Kiotó harminchét felsőoktatási intézménynek a székhelye, egyike Japán tudományos központjának. A Kiotói Egyetem az ország egyik legmagasabb oktatási színvonalával rendelkezik, felmérések szerint a Kiotói Egyetem a Tokiói Egyetem után a második legjobb egyeteme Japánnak. Itt található a Kiotói Technológiai Intézet (Kyoto Institute of Technology), amely szintén az ország egyik leghíresebb egyeteme közé tartozik, és az ország egyik legjobb építészeti és formatervezési egyetemének számít. Két leghíresebb magánegyetemük: Dosisa Egyetem és a Ricumeikan Egyetem.
Kiotóban egy egyedülálló felsőoktatási szerveződés figyelhető meg, amelyet Kiotói Egyetemek Konzorciumának (ideiglenes, alkalmi társulása) neveznek. Ez magába foglal három nemzetközi, három állami, negyvenöt magánegyetemet, valamint a városi vezetőség és öt szervezet is a része. A képzésen való részvétel nem biztosít diplomát, de lehetőség van a kapcsolódó egyetemek valamelyikén tanulni.
A japán egyetemek és főiskolák mellett amerikai egyetemek is működnek a városban az oktatás és a kutatás területén is. A Japán Tanulmányok Kiotói Konzorciumának tizennégy amerikai egyetem a tagja, amely két féléves tanulmányi lehetőséget biztosít Kiotóba, azok számára, akik japán nyelvű és kulturális tanulmányokat szeretnének folytatni. Az amerikai Stanford Egyetem szintén működtet itt egy ilyen célból fenntartott központot.

## Látnivalók

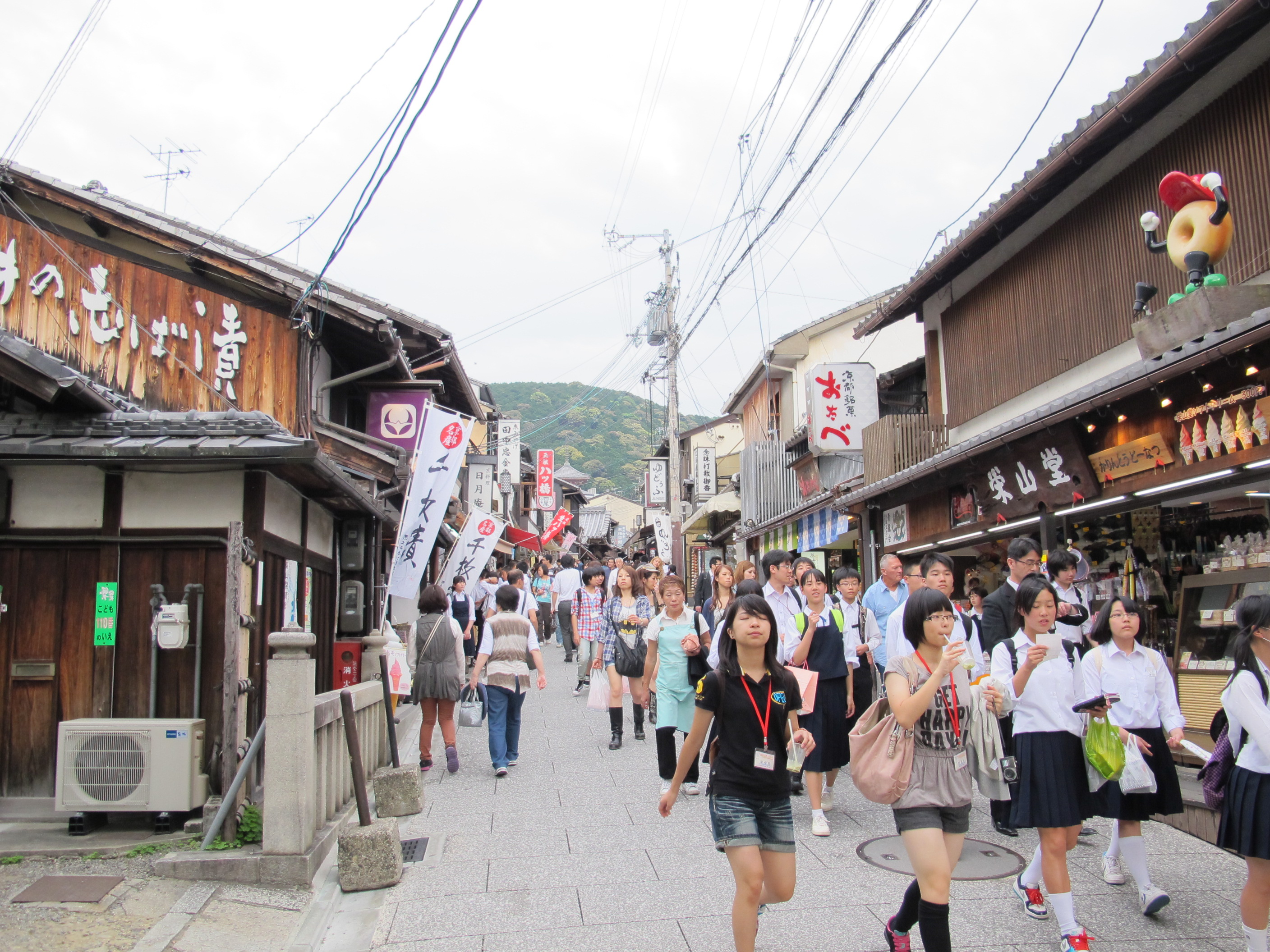
Turisták Kijomizudera közelében

Kiotóban elsősorban a fő látványosságok a buddhista és sintó templomok. Japán nemzeti kincsének 20%-a, és Japán kulturális örökségének 14%-a Kiotóban található. Az UNESCO Világörökségének listáján a város tizenhét szentélye került föl 1994-ben.

### Fesztiválok

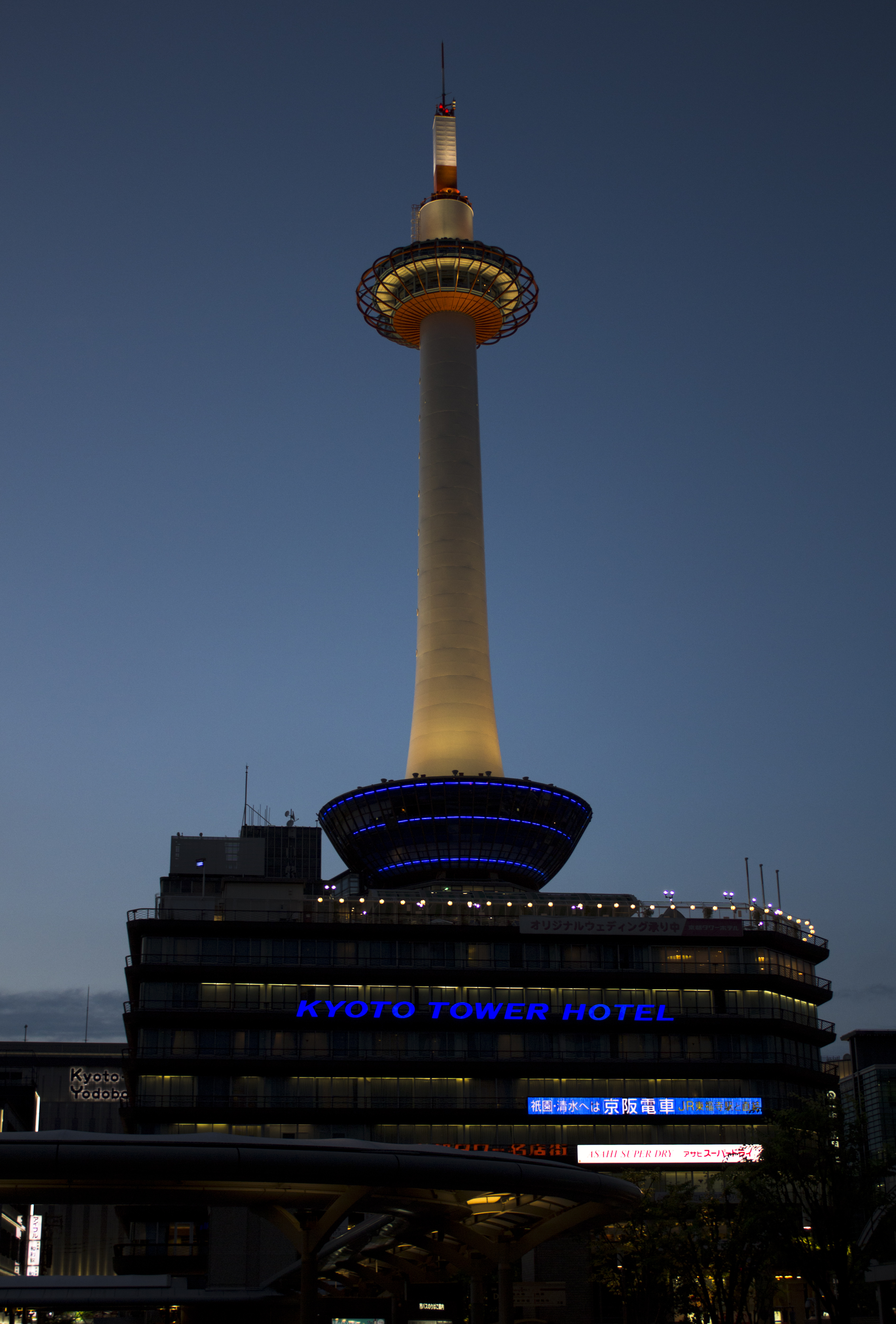
Kiotói torony

Kiotó nevezetes hagyományos fesztiváljairól, amelyeket több mint ezer éve tartanak meg. Az itt rendezett fesztiválok jelentős turisztikai látványosságnak számítanak, mint a külföldi és a japán lakosság számára. Az első macurit (fesztivált) május tizenötödikén tartják, ez az Aoi macuri (葵祭), júliusban tartják a Gion macurit (祇園祭), amely egyike Japán három legnagyobb fesztiváljának. Emellett az Obon macurit (augusztus 16.), ennek legismertebb része a Gozan no Okuribi (五山送り火) vagy ismertebb nevén Daimonji (大文字), amikor a hegyen lévő fáklyákat úgy gyújtják meg, hogy az a dai (大,だい, nagy,hatalmas), írásjegyet mutassa. A tűz azt a cél szolgálja, hogy a szellemeket átvezesse a túlvilágra. Október 22-én van a Dzsidai macuri (時代祭), amelyet a Heian-szentélyben (平安神宮) tartanak, és Kiotó dicső múltját ünneplik meg.

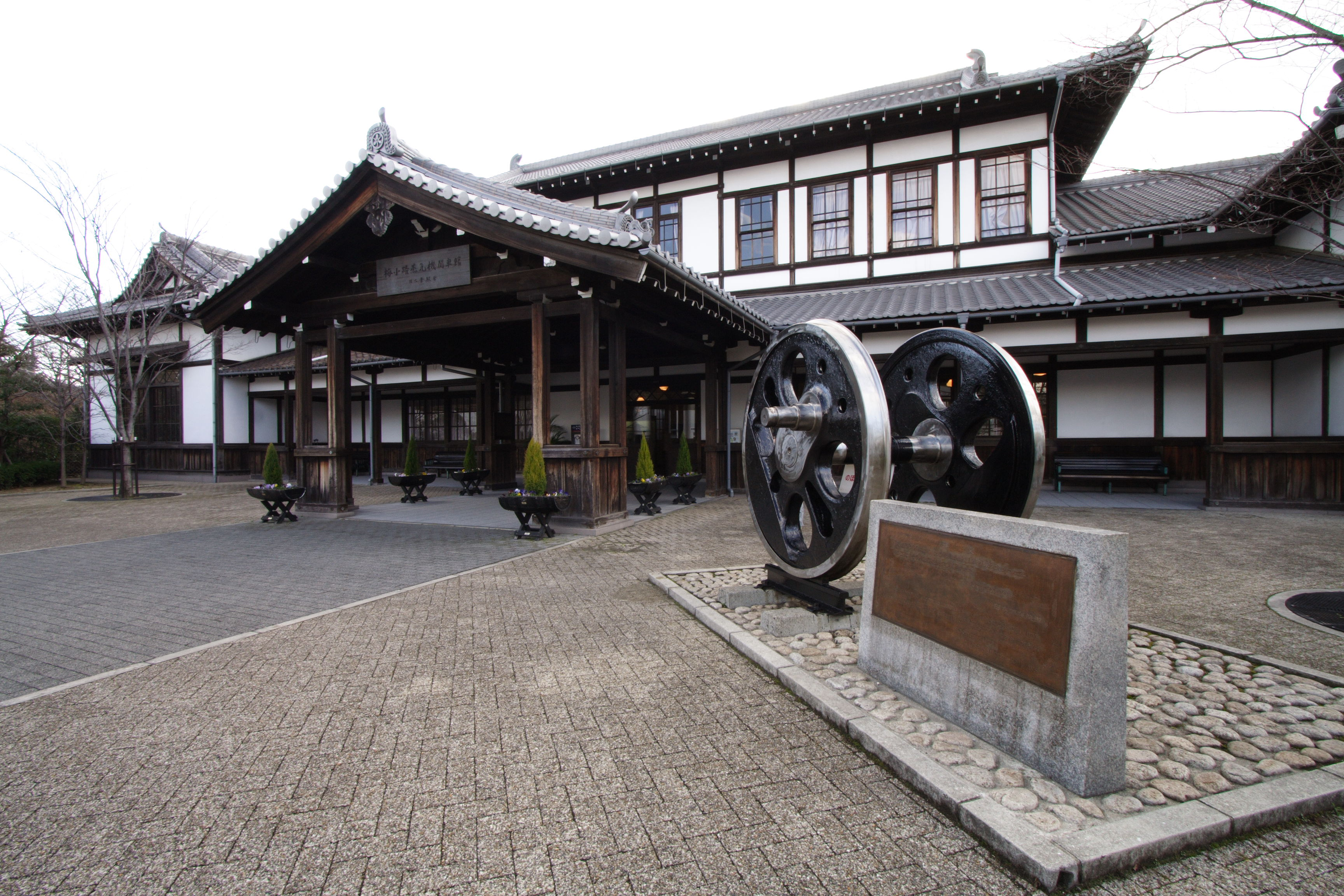
Kiotó Vasúti Múzeum

### Múzeumok
Kiotóban nagyszámban találhatóak meg a múzeumok.
- Kiotói vasúti múzeum
- Onisi Seivemon Múzeum (大西清右衛門美術館)
- Kitamura Múzeum (北村美術館)
- Kiotó Arasijama Orgel Múzeum (京都嵐山オルゴール美術館)
- Kyoto City Heiankyo Sousei-kan (京都市平安京創生館)
- Kiotói Szépművészeti Múzeum ((京都市美術館)
- Kiotói Régészeti Múzeum (京都市考古資料館)
- Kyoto Art Center (en)
- Kjotó Kokusai Manga Mjúdzsiamu (京都国際マンガミュージアム)
- Kiotói Nemzeti Modern Szépművészeti Múzeum (京都国立近代美術館)
- Kiotói Nemzeti Múzeum (京都国立博物館)
- Kyoto University Museum (en) ( 京都大学総合博物館)
- Kyoto Museum of Traditional Crafts (en) (京都伝統産業ふれあい館
- Kiotó Múzeum (京都府京都文化博物館)
- Kiotói Botanikus Kert (京都府立植物園)
- Garden of fine Arts (en)(京都府立植物園)
- Kyoto Prefectural Insho-Domoto Museum of Fine Arts (en) (京都府立堂本印象美術館)
- Korjo Museum of Art (en)(高麗美術館)
- Jótenkaku Museum (en) (承天閣美術館)
- Rjozen Történelmi Múzeum (幕末維新ミュージアム 霊山歴史館)
- Senoku Hakuko Kan (泉屋博古館)
- Toei Kiotó Studió Park (東映太秦映画村)
- Nomura Art Museum (en) (野村美術館)
- Namikawa Cloisonne Museum of Kyoto (en) (並河靖之七宝記念館)
- The Jurinkan Múzeum (藤井斉成会有鄰館)
- The Tin Toy Museum (en) (ブリキのおもちゃ博物館)
- Hosomi Múzeum (細見美術館)
- Hakusasonso Hasimoto Kansecu Kert és Múzeum (白沙村荘 橋本関雪記念館)
- Raku Múzeum (楽美術館)
- A Ricumeikan Egyetem Kiotói Világbéke Múzeuma (立命館大学国際平和ミュージアム)
- Ókócsi Sanszó(大河内山荘)
- Kiotói Kaleoóidoszkóp Múzeum(京都万華鏡ミュージアム)
- Sigureden (時雨殿)

### Az Unesco világörökség templomai[11][12]
- Kamigamo-dzsindzsa
- Simogano-dzsindzsa
- Tó-dzsi
- Kiyomizu-dera
- Saihó-dzsi
- Tenrjú-dzsi
- Kinkakudzsi
- Rjóan-dzsi
- Nisi Hongandzsi
- Nidzsó-Kastély
- Daigo-dzsi
- Ginkaku-dzsi
- Ninna-dzsi
- Kózan-dzsi
- Enrjakudzsi
- Bjódóin
- Udzsigami-dzsindzsa

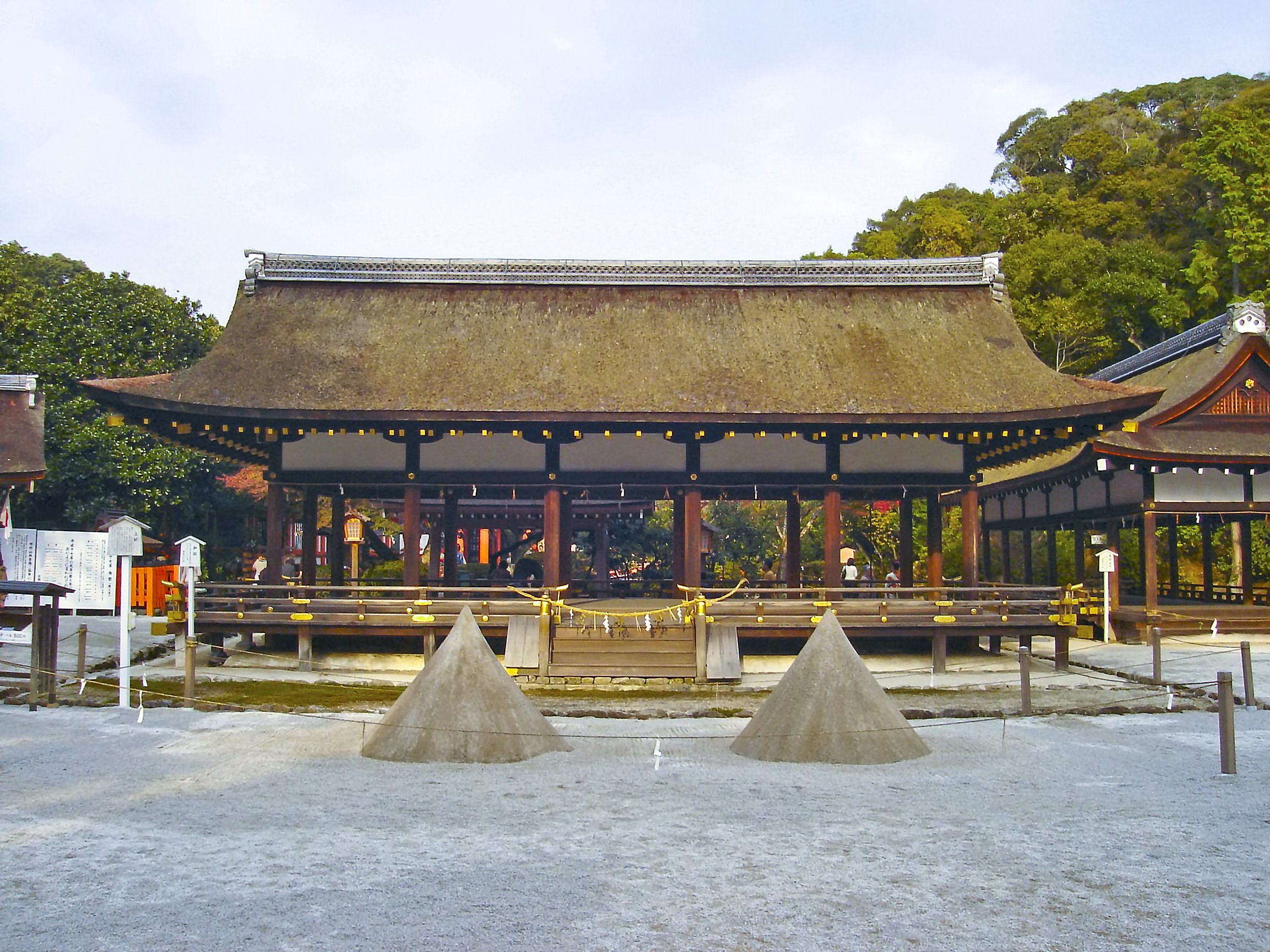
Kamigamo-dzsindsza (Kamovakeikazucsi-dzsindzsa)
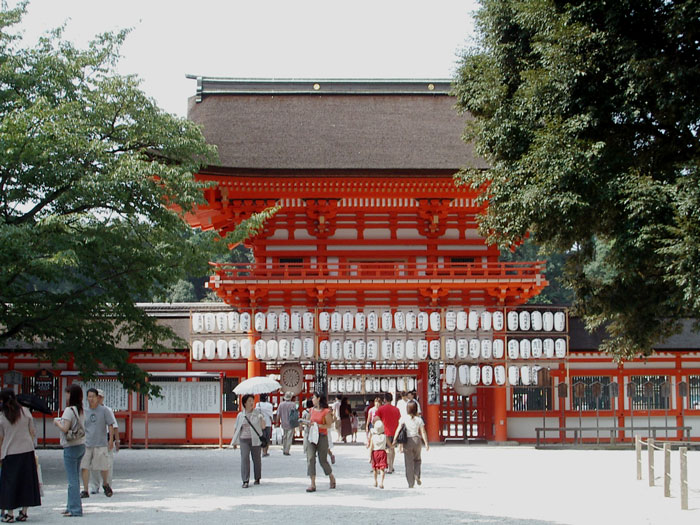
Simogamo dzsindzsa
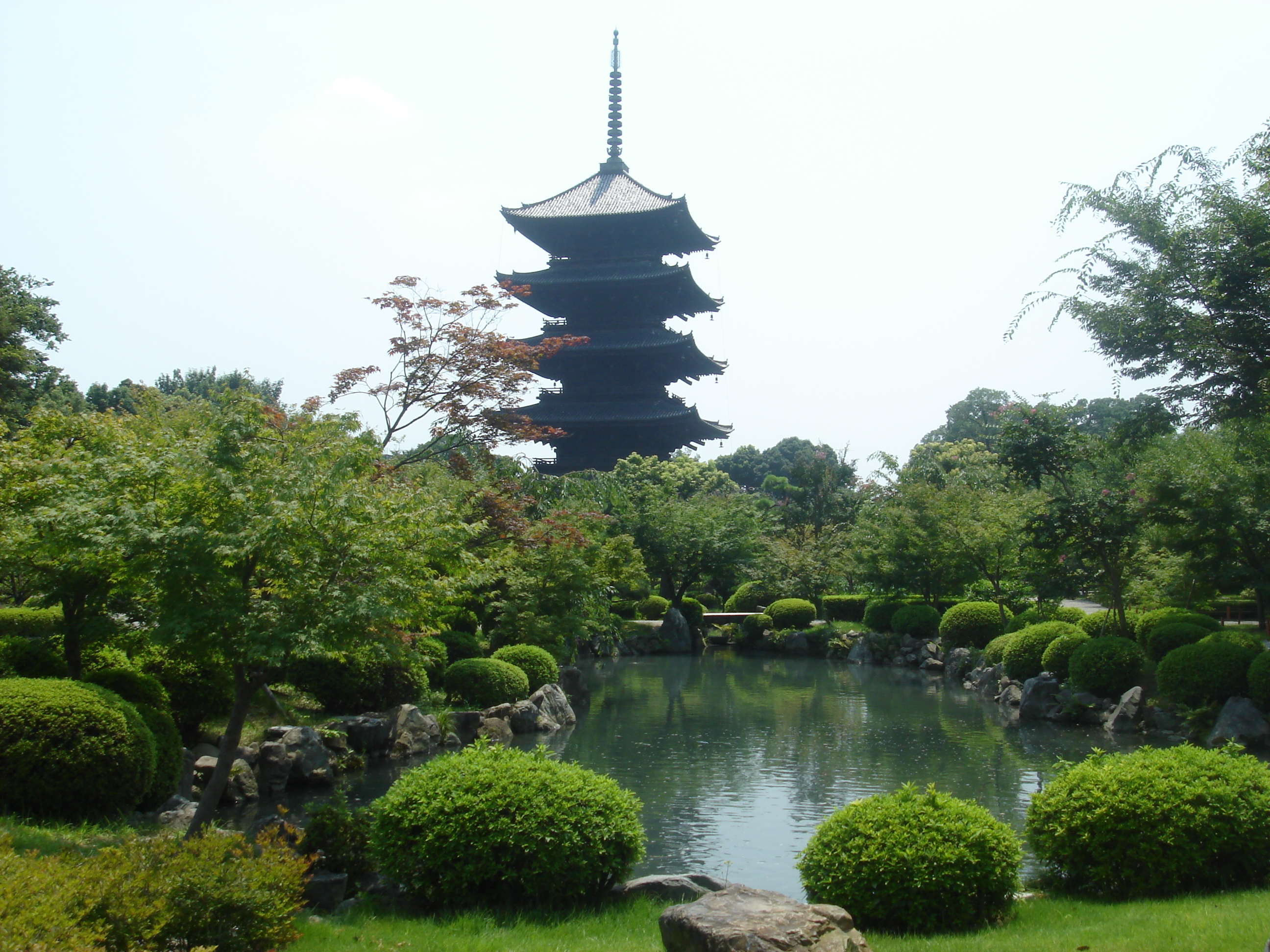
Tó-dzsi
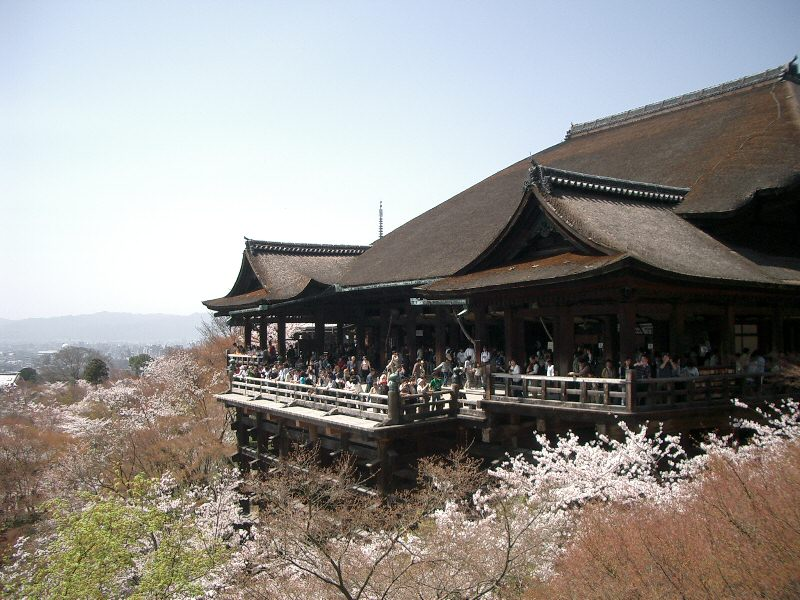
Kiyomizu-dera
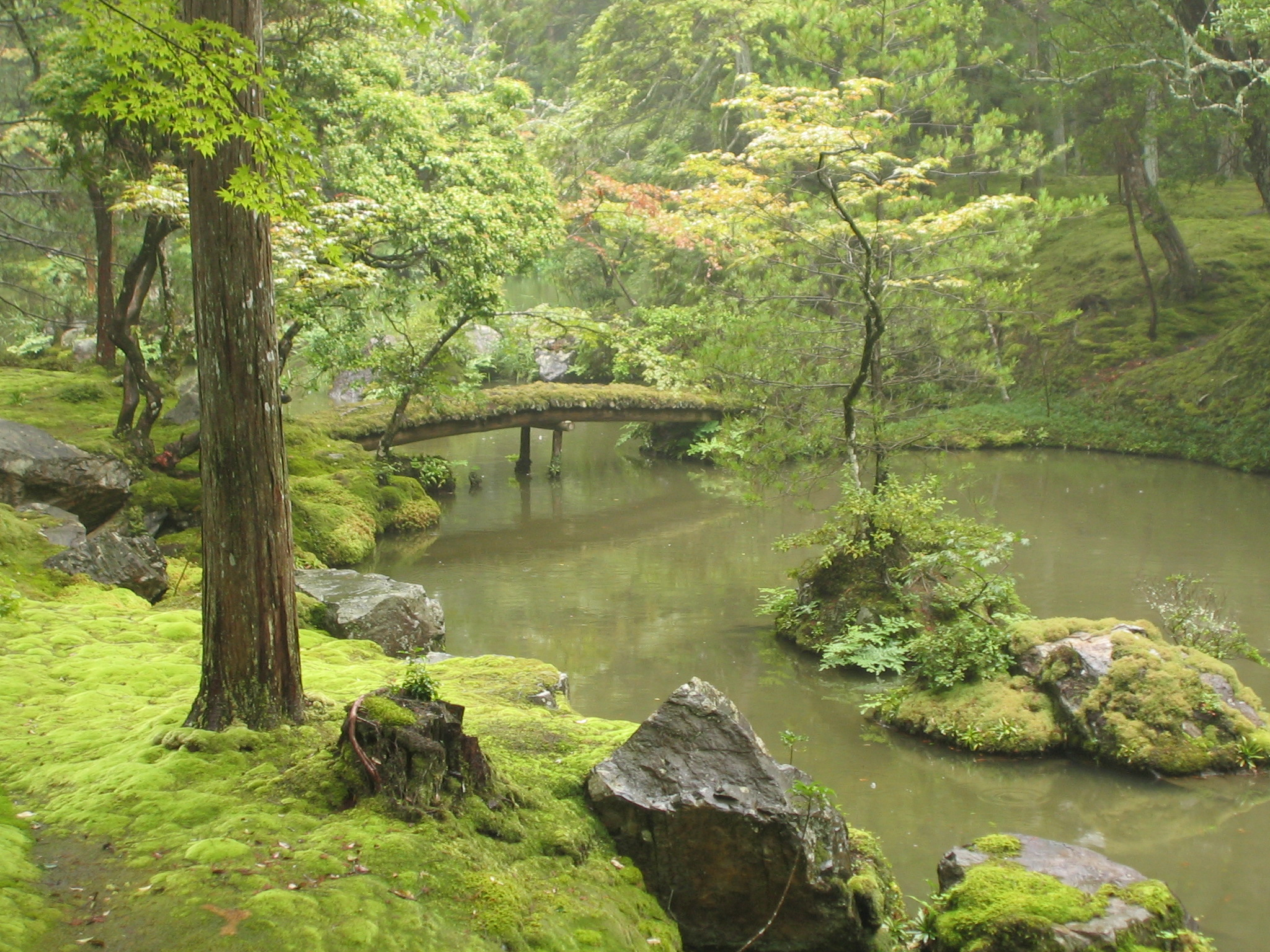
Saihó-dzsi
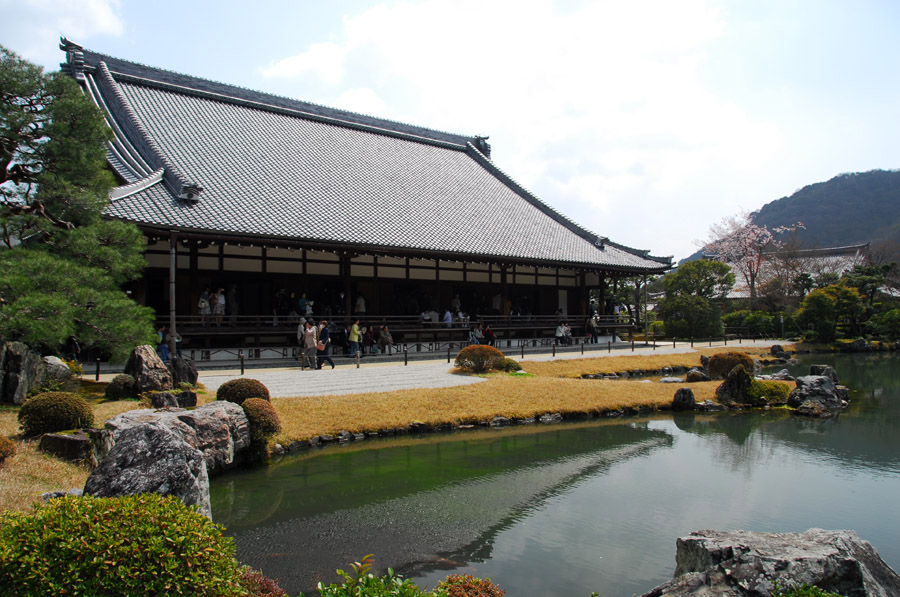
Tenrjú-dzsi
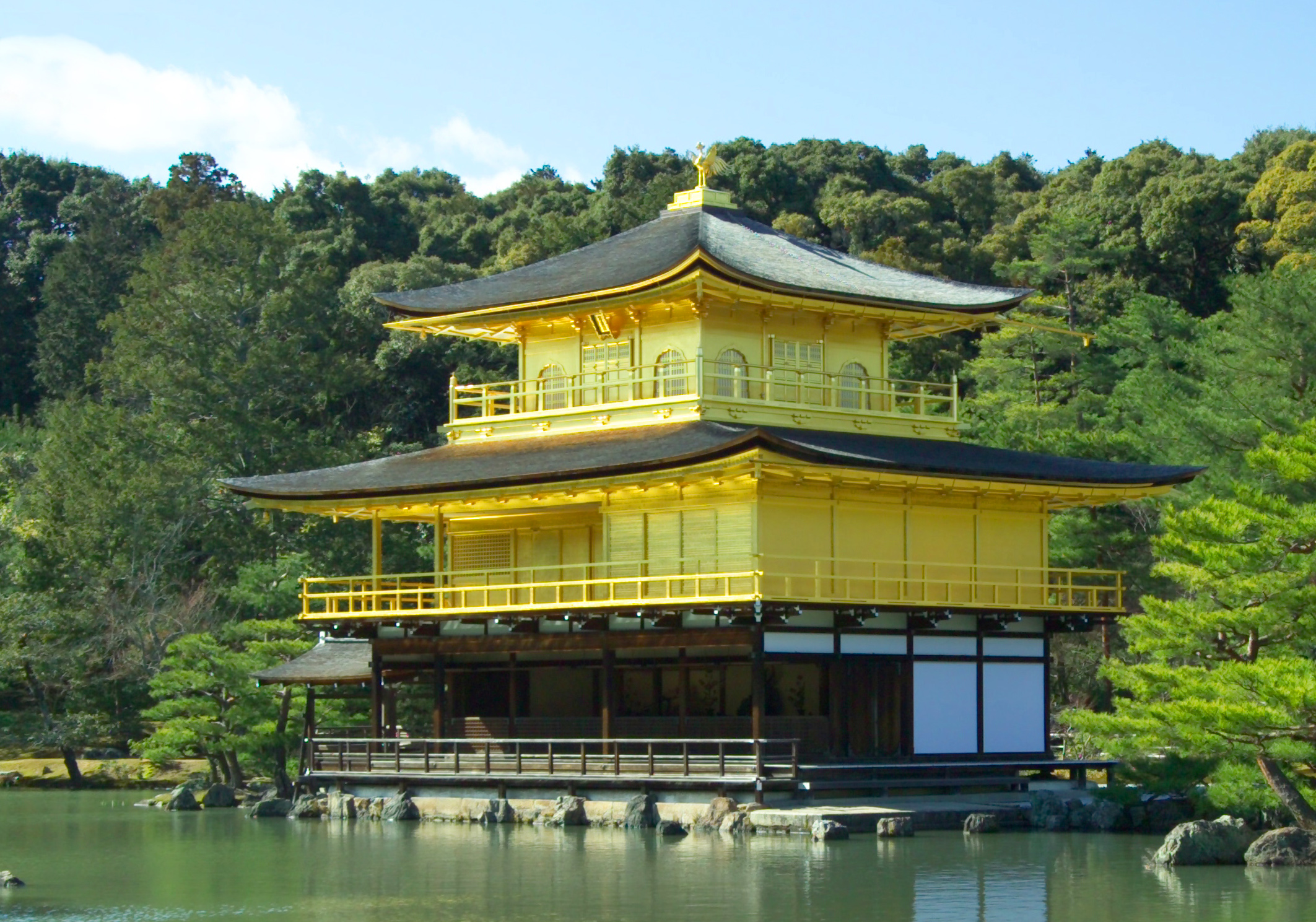
Kinkakudzsi
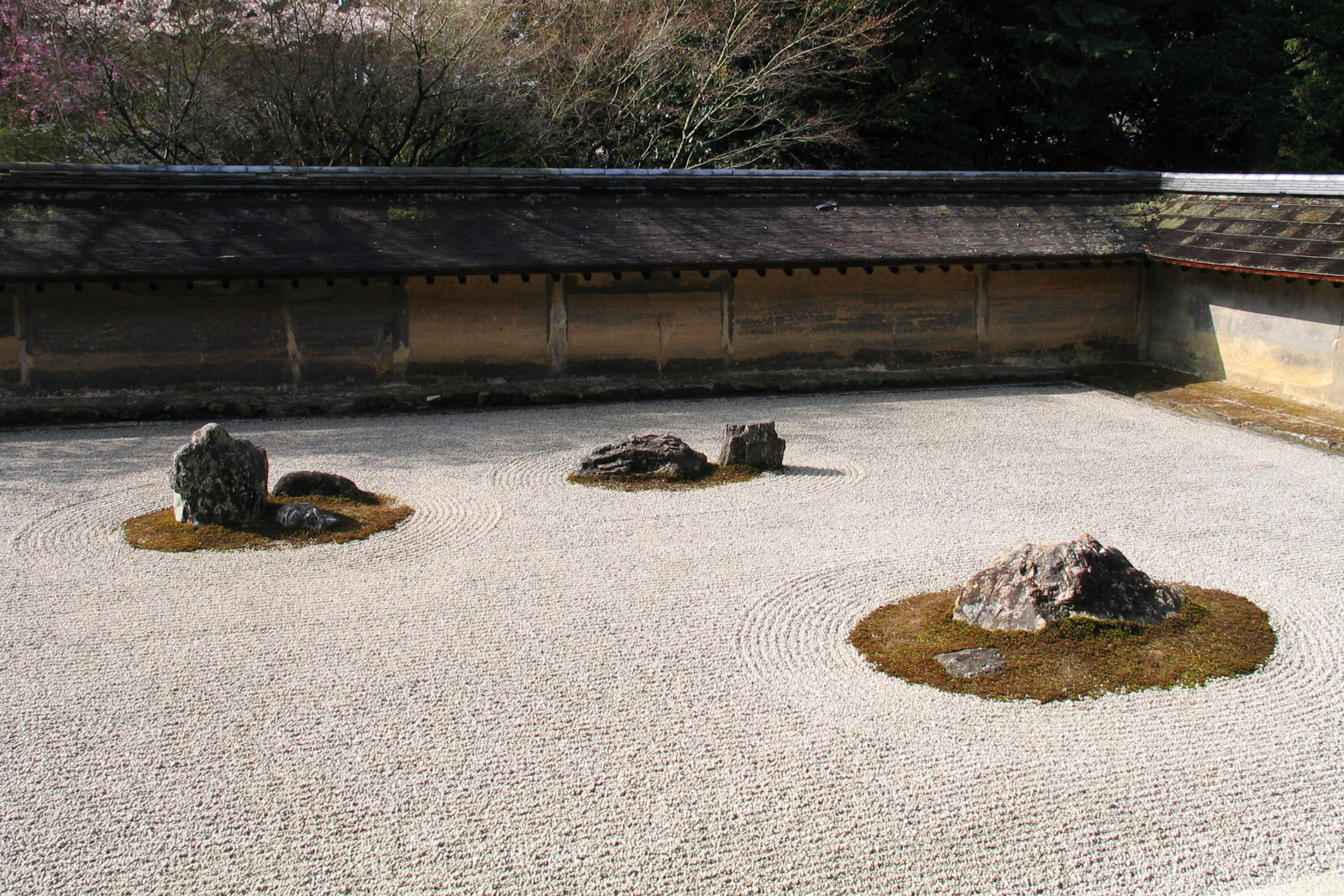
Rjóan-dzsi
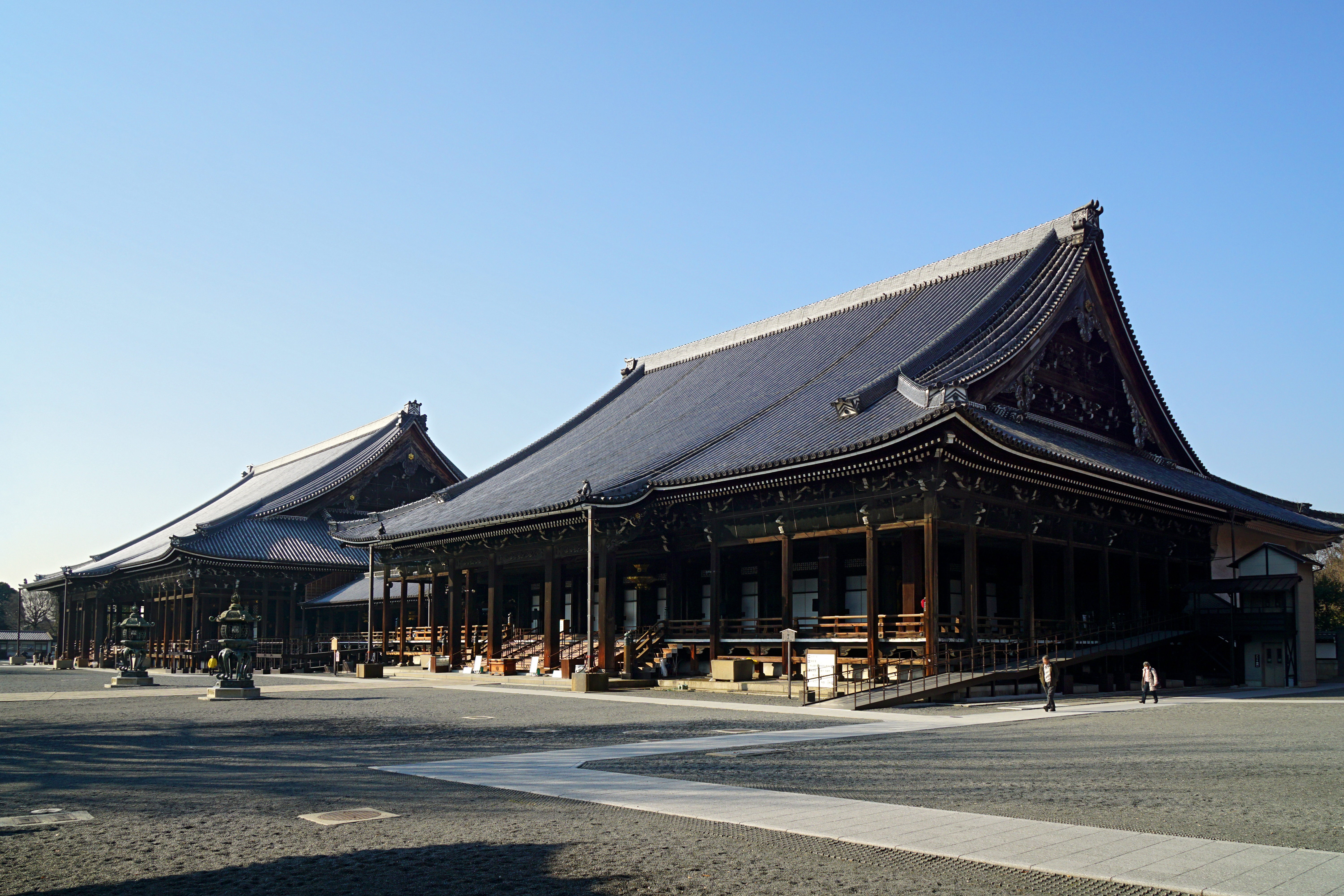
Nisi Hongandzsi
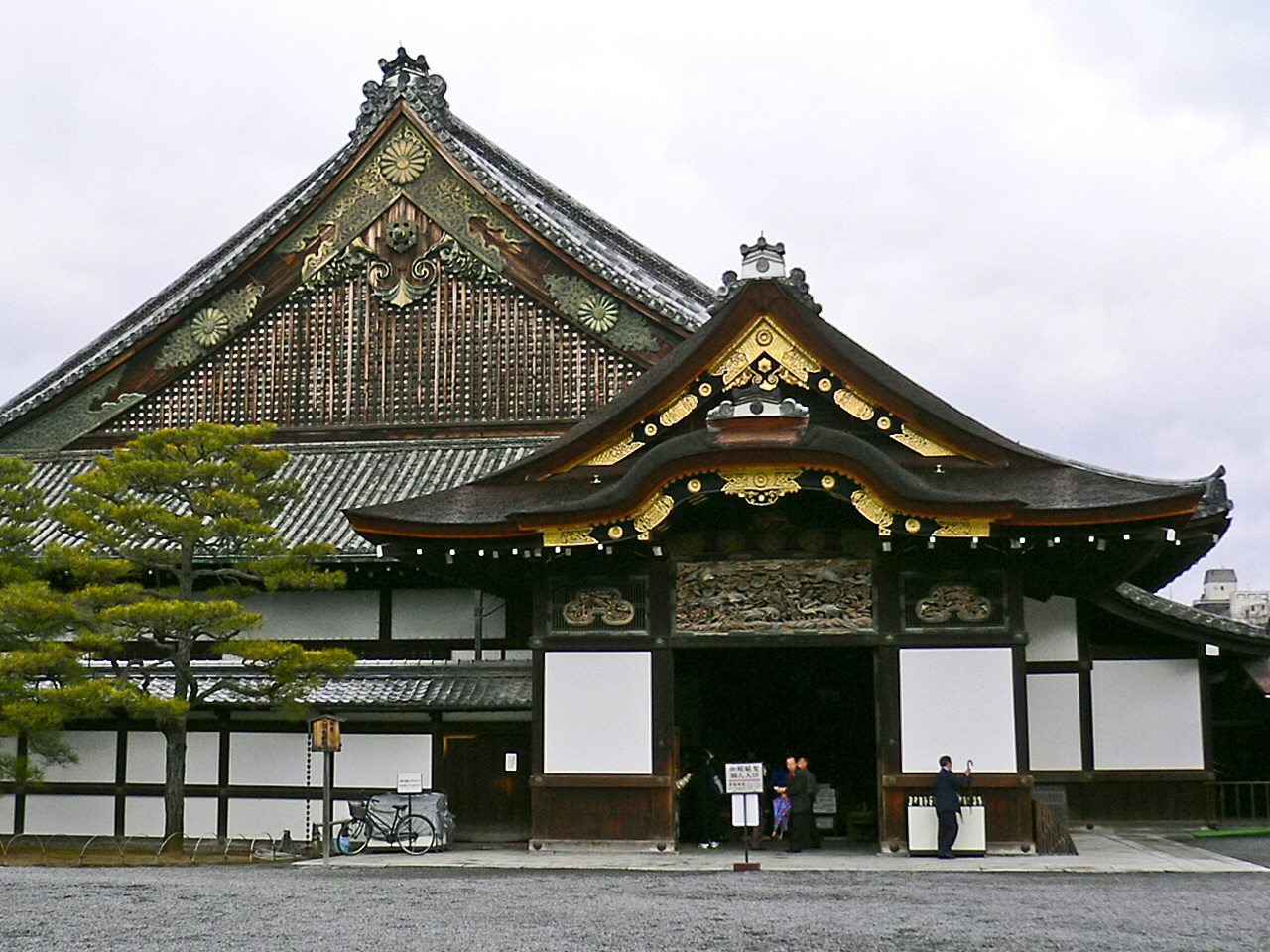
Nidzsó-Kastély
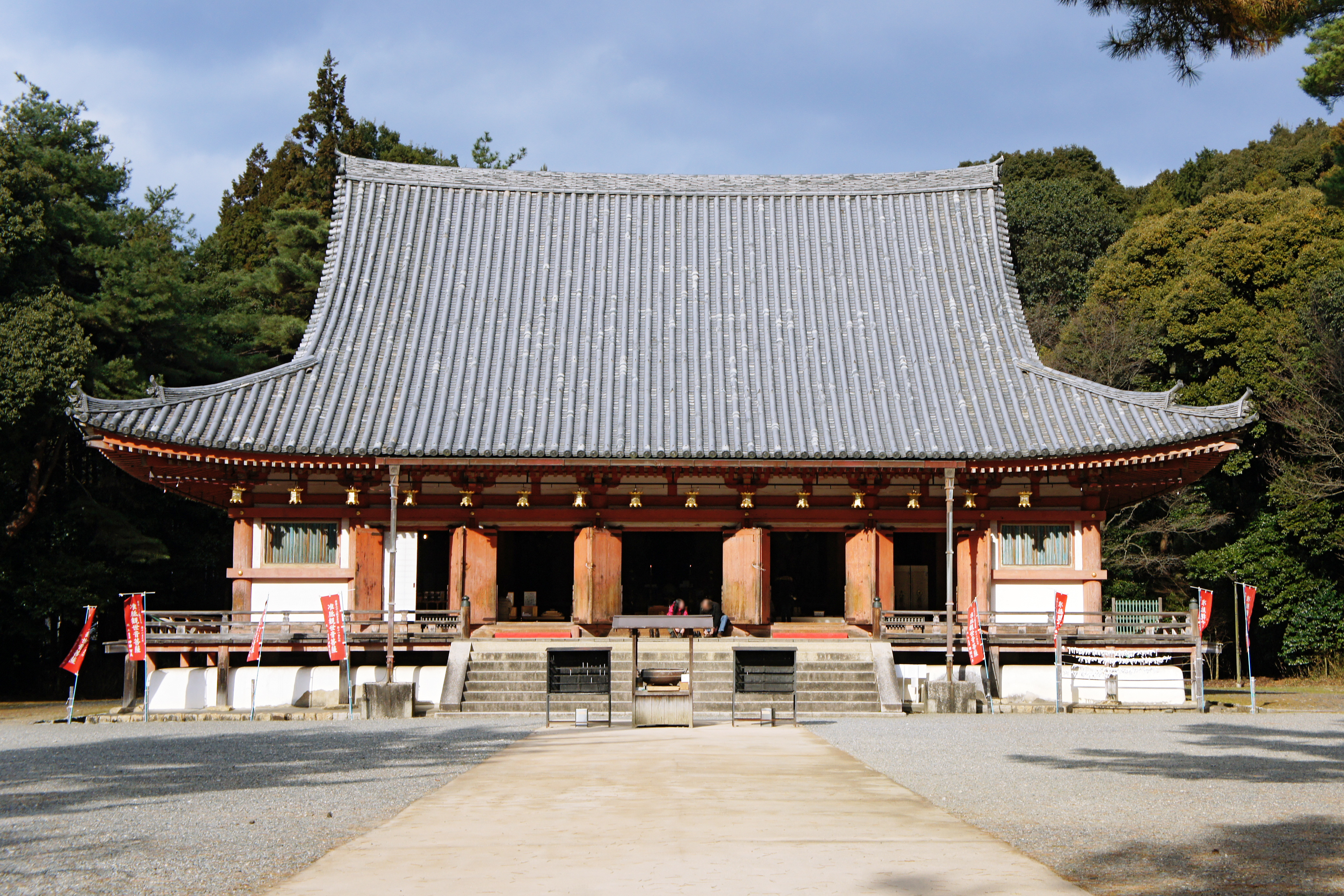
Daigo-dzsi
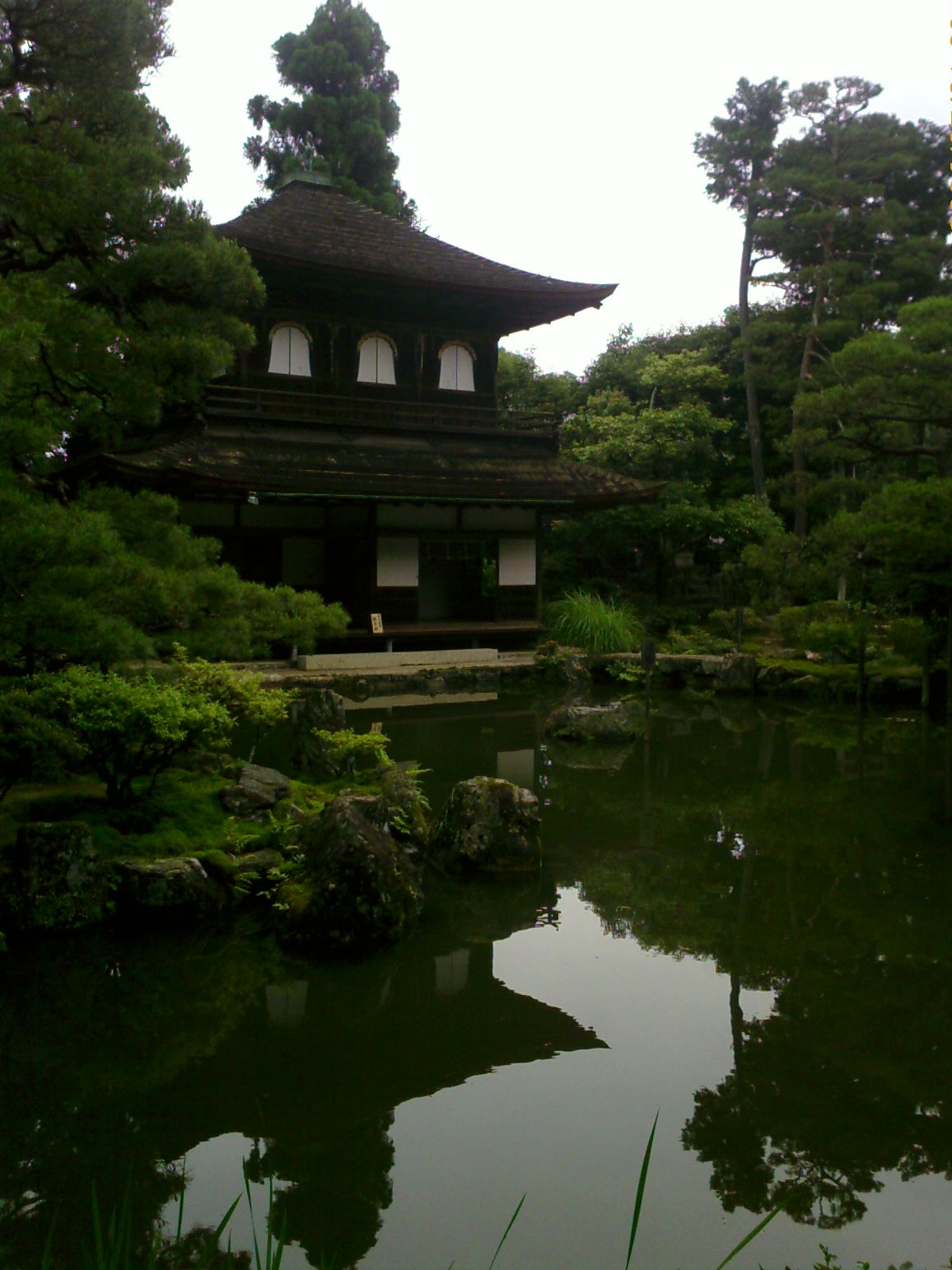
Ginkaku-dzsi
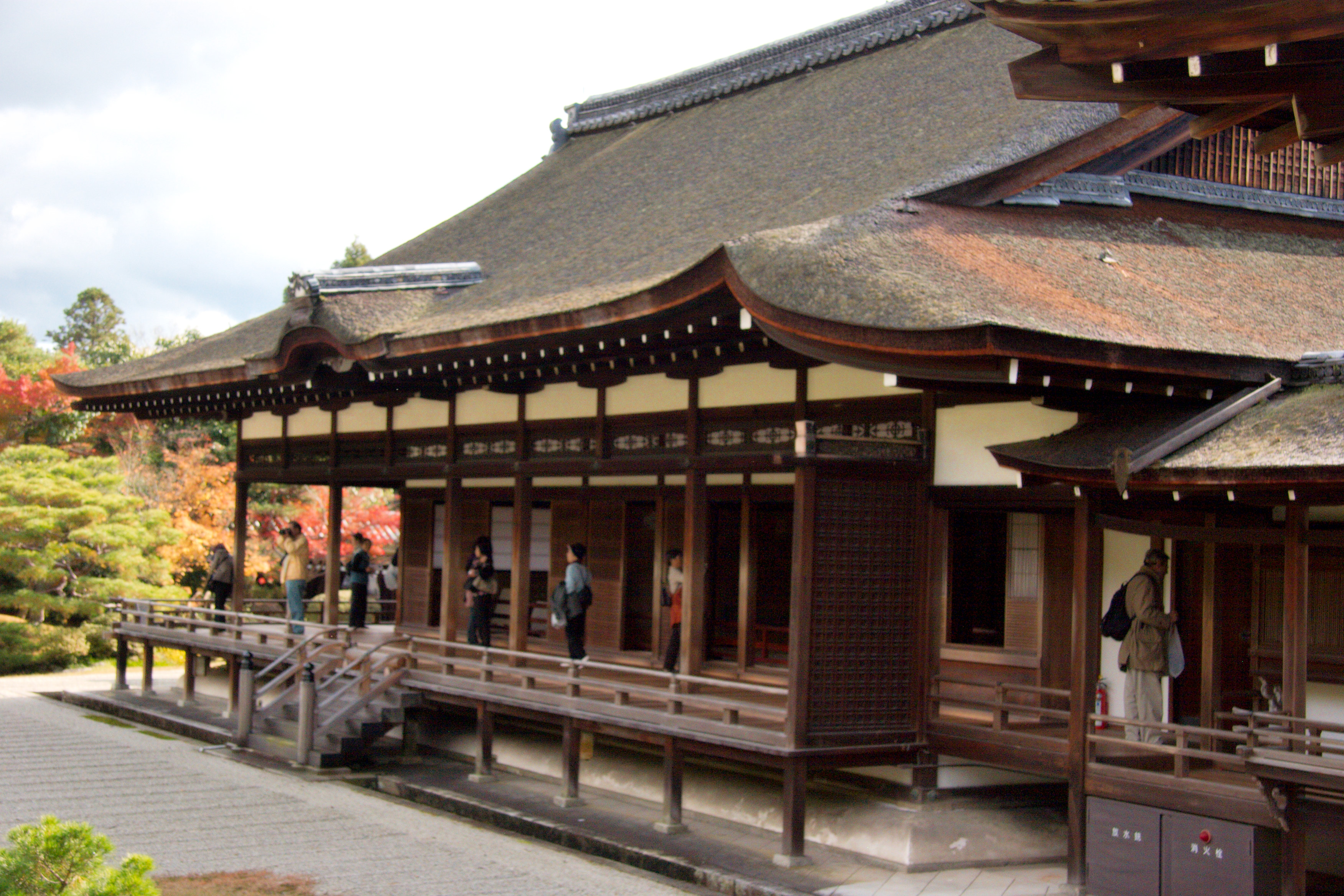
Ninna-dzsi
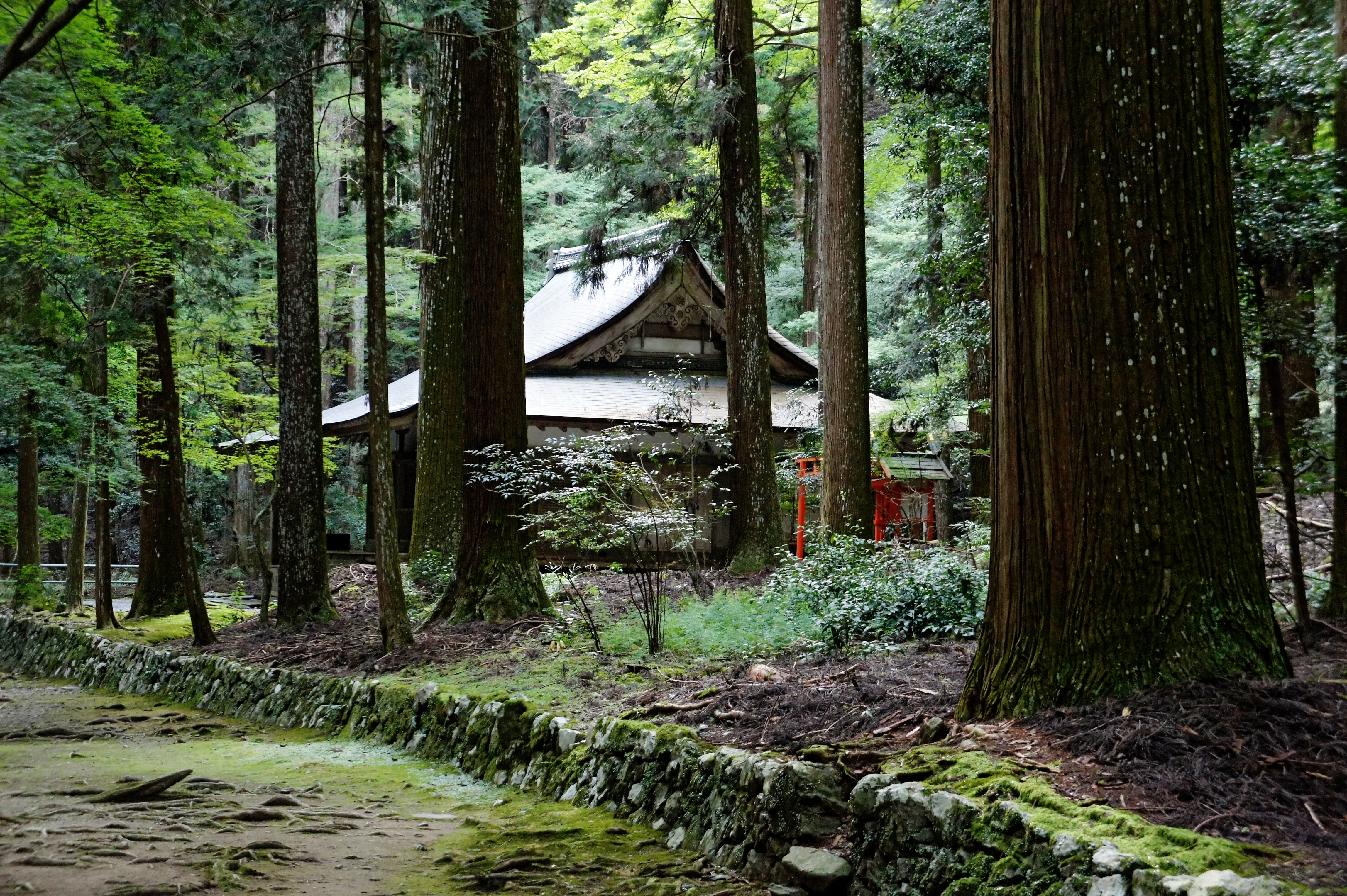
Kózan-dzsi
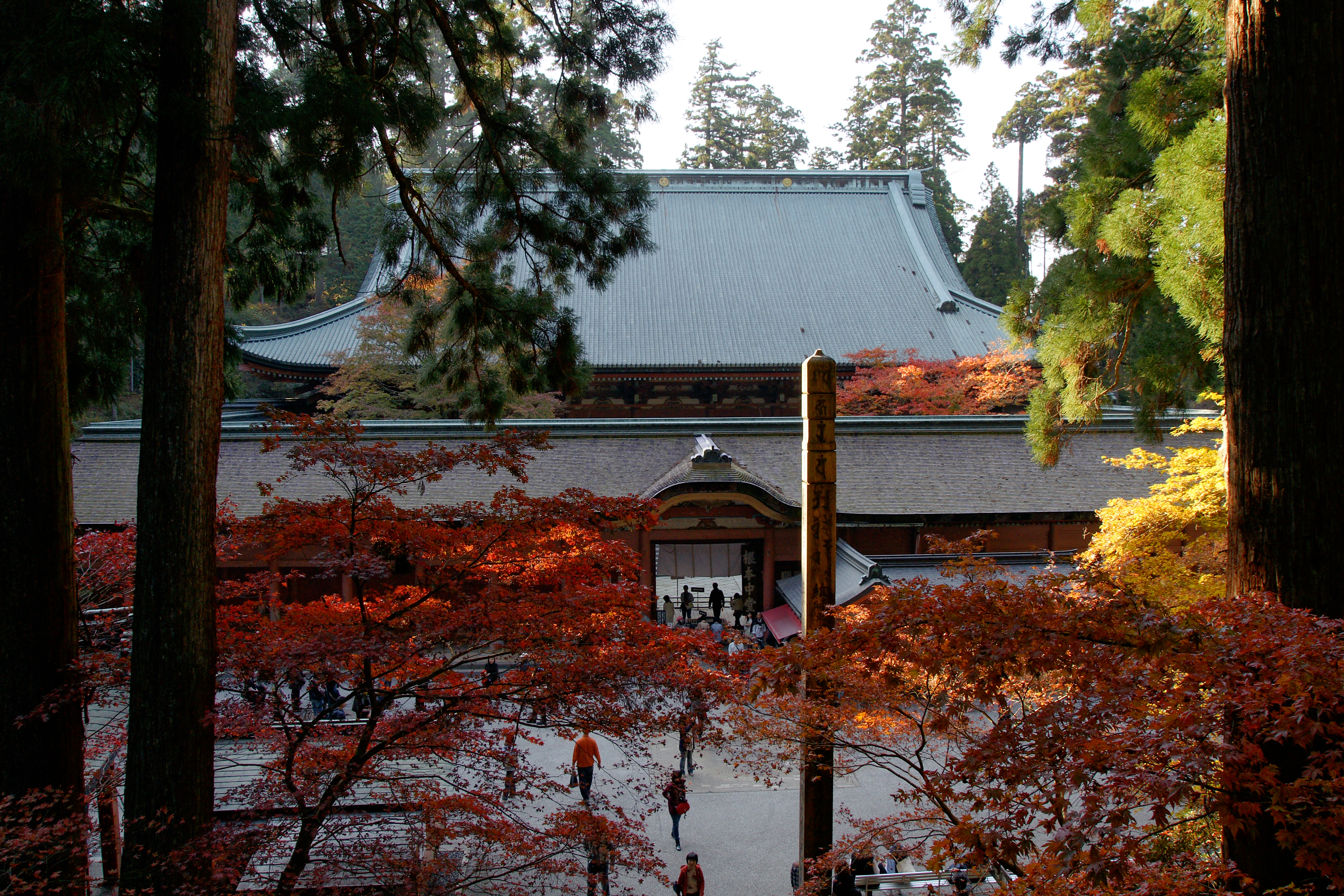
Enrjakudzsi
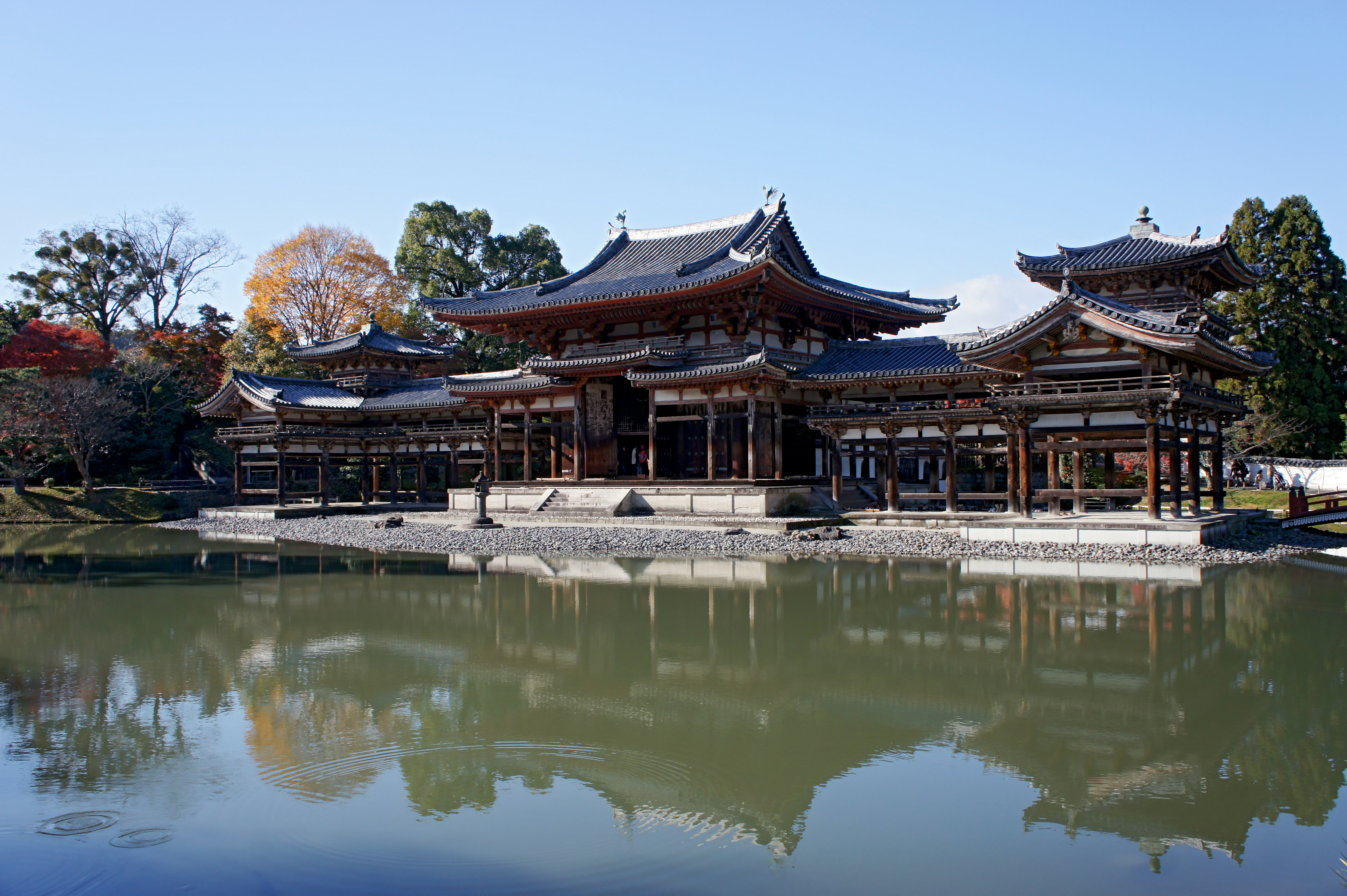
Bjódóin Főnixcsarnok
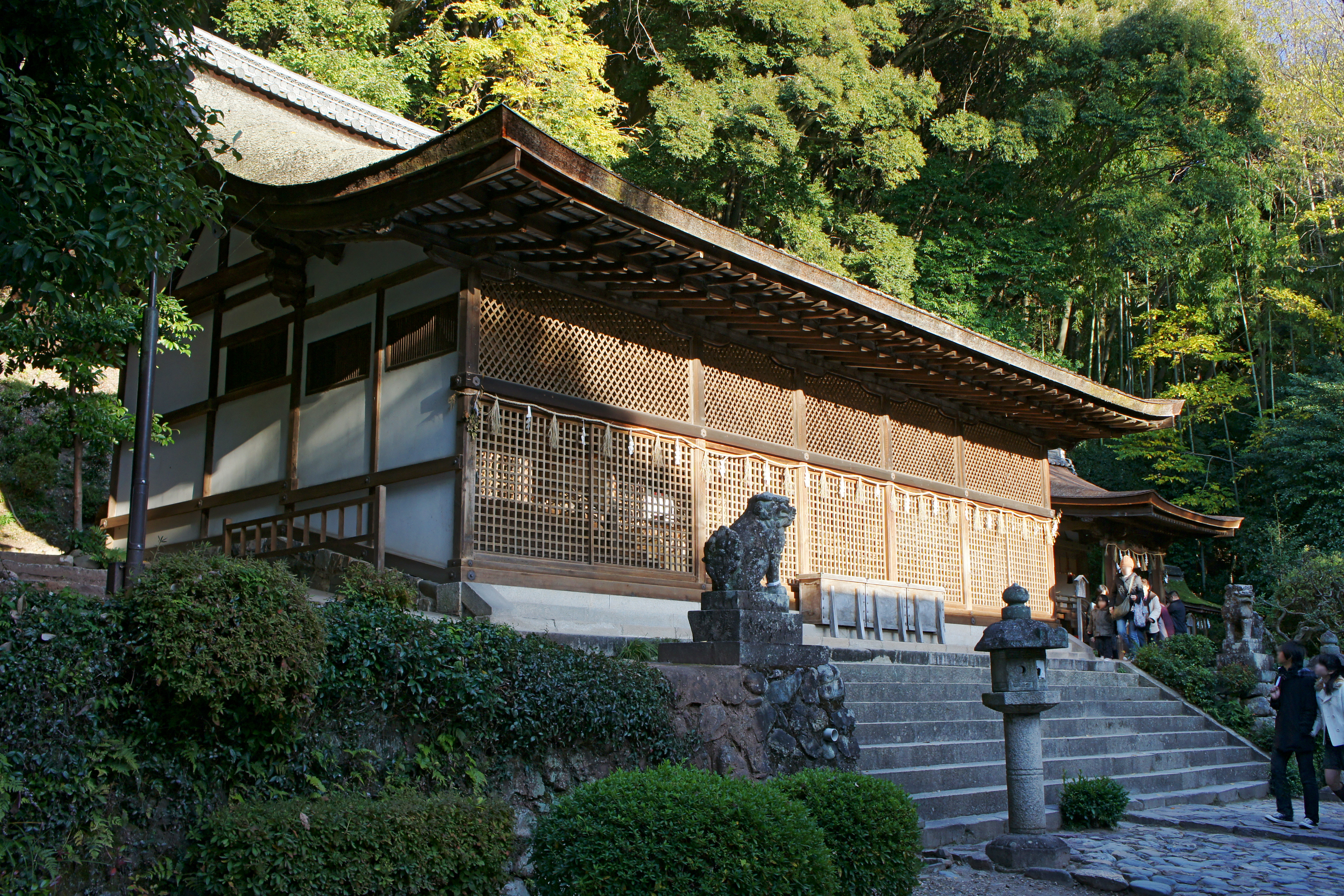
Udzsigami-dzsindzsa, Udzsi,Kiotó prefektúra

## Testvérvárosok
- Párizs, Franciaország
- Köln, Németország
- Prága, Csehország
- Firenze, Olaszország
- Kijev, Ukrajna
- Hszian, Kína
- Guadalajara, Mexikó
- Zágráb, Horvátország

### Partnervárosok
- Brüsszel, Belgium
- Huế, Vietnám
- Isztambul, Törökország
- Konya, Törökország
- Québec, Kanada
- Tajnan, Tajvan
- Váránaszi, India
- Vientián, Laosz

## Fordítás
- Ez a szócikk részben vagy egészben  a   Kyoto című angol Wikipédia-szócikk ezen változatának fordításán alapul.  Az eredeti cikk szerkesztőit annak laptörténete sorolja fel. Ez a jelzés csupán a megfogalmazás eredetét és a szerzői jogokat jelzi, nem szolgál a cikkben szereplő információk forrásmegjelöléseként.